# Shemini

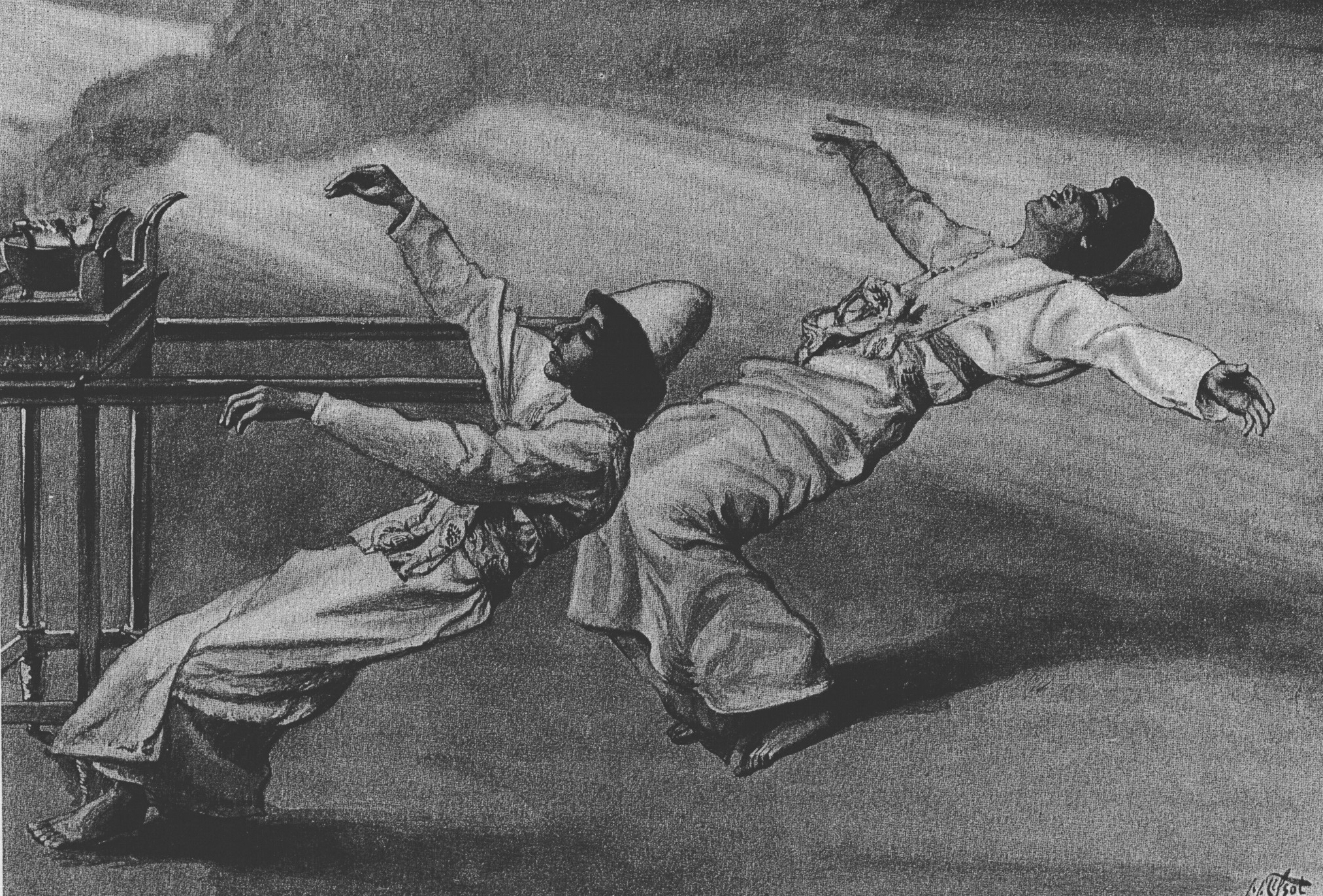
Los dos sacerdotes son destruidos (acuarela alrededor de 1896-1902 de James Tissot)

Shemini, Sh'mini o Shmini (שְּׁמִינִי en hebreo para "octavo", la tercera palabra y la primera palabra distintiva, en la parashá) es la 26.ª porción semanal de la Torá (פָּרָשָׁה parashá ) en el ciclo judío anual de lectura de la Torá y el tercero en el Libro de Levítico . Parashá Shemini habla de la consagración del Tabernáculo, las muertes de Nadab y Abihu, y las leyes dietéticas de kashrut (כַּשְׁרוּת  . La parashá constituye Levíticos 9:1–11:47. Se compone de 4670 letras hebreas, 1238 palabras hebreas, 91 versículos y 157 líneas en un rollo de la Torá (סֵפֶר תּוֹרָה Sefer Torah ).
Los judíos lo leen el sábado 25 o 26 después de Simjat Torá, y también a fines de marzo o abril. En los años en que el primer día de Pesaj cae en sábado (como sucedió en 2018 y 2019), los judíos de Israel y los judíos reformistas leen la parashá después de Pesaj una semana antes que los judíos conservadores y ortodoxos de la diáspora, para los judíos de Israel y los judíos reformistas. Los judíos celebran la Pascua durante siete días y, por lo tanto, leen la próxima parashá (en 2018, Shemini) en sábado una semana después del primer día de la Pascua, mientras que los judíos conservadores y ortodoxos de la diáspora celebran la Pascua durante ocho días y leen la siguiente parashá (en 2018, Shemini). 2018, Shemini) una semana después. En algunos de esos años (por ejemplo, 2018), los dos calendarios se realinearon cuando los judíos conservadores y ortodoxos de la diáspora leyeron Behar junto con Bejucotai, mientras que los judíos de Israel y los judíos reformistas los leyeron por separado.

## Lecturas
En la lectura tradicional de la Torá en sábado, la parashá se divide en siete lecturas, oעליות aliot .

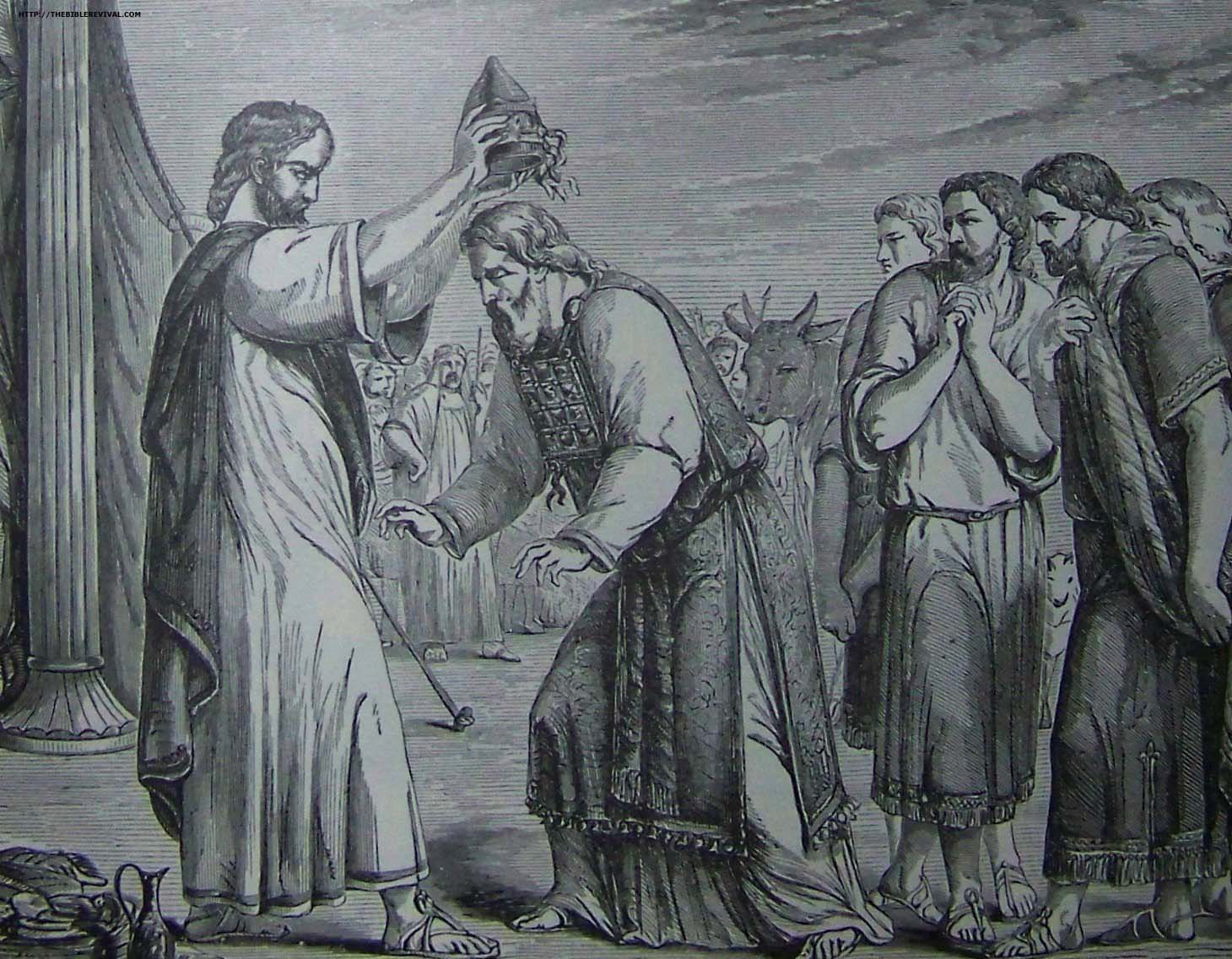
La consagración de Aarón y sus hijos (ilustración de la Biblia Holman de 1890)

### Primera lectura — Levítico 9:1–16
En la primera lectura (עליה aliyá ), en el octavo día de la ceremonia para ordenar a los sacerdotes y consagrar el Tabernáculo, Moisés instruyó a Aarón para reunir becerros, carneros, una cabra, un cordero, un buey y una ofrenda de comida como sacrificio (קָרְבֳּנוֹת korbanot ) a Dios, diciendo: "Hoy el Señor se te aparecerá". Trajeron los sacrificios al frente de la Tienda de Reunión, y los israelitas se reunieron allí. Aarón comenzó a ofrecer los sacrificios como Moisés había ordenado.

### Segunda lectura — Levítico 9:17–23
En la segunda lectura (עליה aliyah ), Aarón concluyó ofreciendo los sacrificios como Moisés había ordenado. Aarón levantó sus manos hacia el pueblo y los bendijo. Entonces Moisés y Aarón entraron en la Tienda de Reunión y, cuando salieron, volvieron a bendecir al pueblo. Entonces la Presencia del Señor se apareció a todo el pueblo.

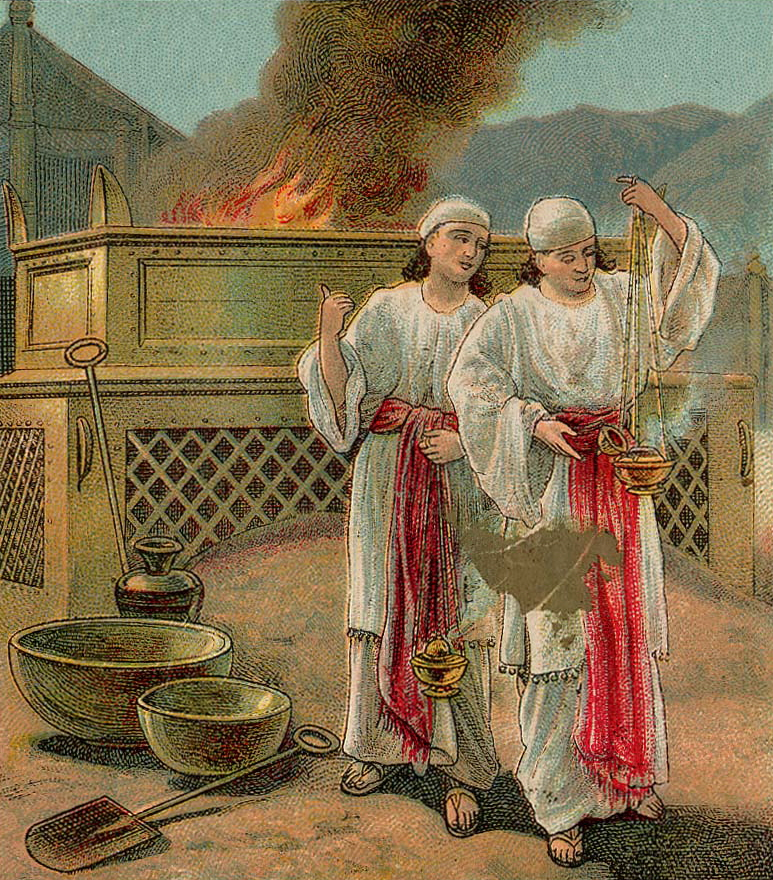
El pecado de Nadab y Abiú (ilustración de una tarjeta bíblica de 1907 publicada por Providence Lithograph Company)

### Tercera lectura — Levítico 9:24–10:11
En la tercera lectura (עליה aliyah ), salió fuego y consumió los sacrificios sobre el altar, y el pueblo gritó y se postró sobre sus rostros. Actuando por su cuenta, los hijos de Aarón, Nadab y Abiú, tomaron cada uno su brasero, pusieron incienso sobre él y ofrecieron fuego extraño (אֵשׁ זָרָה eish zarah ), que Dios no había mandado. Y envió Dios fuego para consumirlos, y murieron. Moisés le dijo a Aarón: "Esto es lo que el Señor quiso decir cuando dijo: 'A través de los que están cerca de mí, me santifico y obtengo gloria delante de todo el pueblo'", y Aarón permaneció en silencio. Moisés llamó a Misael y Elzafán, primos de Aarón, para que llevaran los cuerpos de Nadab y Abiú a un lugar fuera del campamento. Moisés instruyó a Aarón y a sus hijos Eleazar e Itamar que no hicieran duelo por Nadab y Abiú rasgando sus vestiduras o dejándose el cabello sin cortar y que no salieran de la Tienda de Reunión. Y Dios le dijo a Aarón que él y sus hijos no debían beber vino u otros embriagantes cuando entraran en la Tienda de Reunión, para distinguir entre lo sagrado y lo profano.

### Cuarta lectura — Levítico 10:12–15
En la cuarta lectura (עליה aliyah ), Moisés ordenó a Aarón, Eleazar e Itamar que comieran el resto de la ofrenda junto al altar, designándolo como santísimo y debido a los sacerdotes. Y Moisés les dijo que sus familias podían comer el pecho de la ofrenda elevada y el muslo de la ofrenda en cualquier lugar limpio.

### Quinta lectura — Levítico 10:16–20
En la quinta lectura (עליה aliyah ), Moisés preguntó por el macho cabrío de la ofrenda por el pecado, y se enojó con Eleazar e Itamar cuando supo que ya había sido quemado y no se habia comido en el área sagrada. Aarón respondió a Moisés: "¡Mira, hoy trajeron su ofrenda por el pecado y su holocausto delante del Señor, y tales cosas me han sucedido! Si hubiera comido hoy la ofrenda por el pecado, ¿lo habría aprobado el Señor?”  Y cuando Moisés oyó esto, lo aprobó.

### Sexta lectura — Levítico 11:1–32
En la sexta lectura (עליה aliyah ), Dios luego instruyó a Moisés y Aarón en las leyes dietéticas de kashrut (כַּשְׁרוּת  .

### Séptima lectura — Levítico 11:33–47

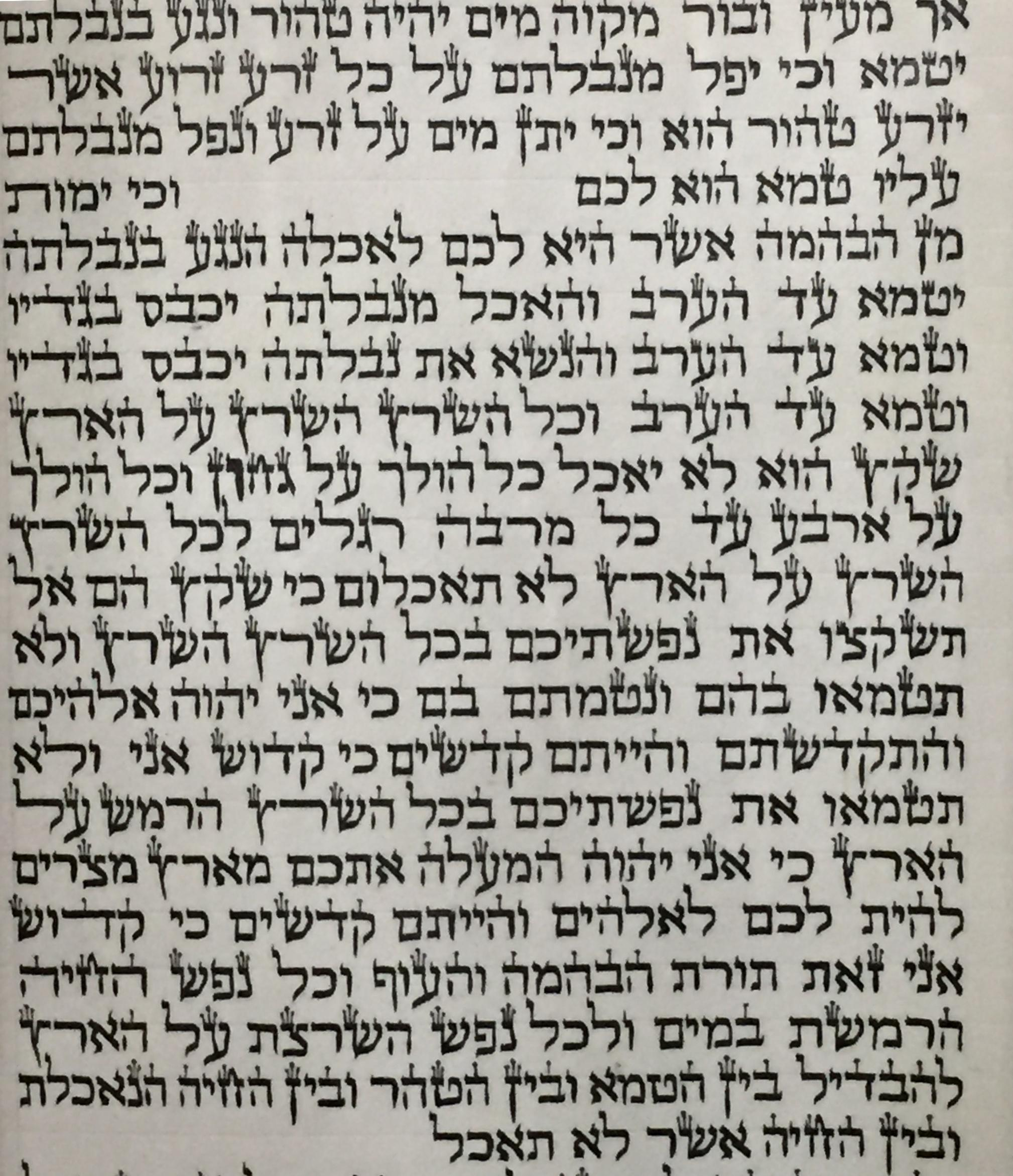
La en la expresión es amplia.

En la séptima lectura (עליה aliyah ), Dios instruyó a Moisés y Aarón en varias leyes de pureza, diciendo: "Sed santos, porque yo soy santo".
En el versículo 42 la letra וֹ Vav ) en la expresión עַל-גָּחוֹן  es amplia.

### Lecturas según el ciclo trienal
Los judíos que leen la Torá de acuerdo con el ciclo trienal de lectura de la Torá, leen la parashá de acuerdo con el siguiente programa:
|         | Año 1            | Año 2            | año 3            |
|         | 2020, 2023 . . . | 2021, 2024 . . . | 2022, 2025 . . . |
| Lectura | 9:1–10:11        | 10:12–11:32      | 11:1–47          |
| ------- | ---------------- | ---------------- | ---------------- |
| 1       | 9:1–6            | 10:12–15         | 11:1–8           |
| 2       | 9:7–10           | 10:16–20         | 11:9–12          |
| 3       | 9:11–16          | 11:1–8           | 11:13–19         |
| 4       | 9:17–23          | 11:9–12          | 11:20–28         |
| 5       | 9:24–10:3        | 11:13–19         | 11:29–32         |
| 6       | 10:4–7           | 11:20–28         | 11:33–38         |
| 7       | 10:8–11          | 11:29–32         | 11:39–47         |
| Maftir  | 10:8–11          | 11:29–32         | 11:45–47         |

## En la interpretación bíblica interna
La parashá tiene paralelos, o se discute en estas fuentes bíblicas:

### Levítico capítulo 9
Este es el patrón de instrucción y construcción del Tabernáculo y su mobiliario:
| Artículo                 | Instrucción | Instrucción    | Construcción | Construcción       |
| Artículo                 | Orden       | Versos         | Orden        | Versos             |
| ------------------------ | ----------- | -------------- | ------------ | ------------------ |
| El Shabat                | 16          | Exodo 31:12–17 | 1            | Exodo 35:1–3       |
| Contribuciones           | 1           | 25:1–9         | 2            | 35:4–29            |
| Artesanos                | 15          | 31:1–11        | 3            | 35:30–36:7         |
| Tabernáculo              | 5           | 26:1–37        | 4            | 36:8–38            |
| Arca                     | 2           | 25:10–22       | 5            | 37:1–9             |
| Mesa                     | 3           | 25:23–30       | 6            | 37:10–16           |
| Menorá                   | 4           | 25:31–40       | 7            | 37:17–24           |
| Altar de Incienso        | 11          | 30:1–10        | 8            | 37:25–28           |
| Aceite de unción         | 13          | 30:22–33       | 9            | 37:29              |
| Incienso                 | 14          | 30:34–38       | 10           | 37:29              |
| Altar del Sacrificio     | 6           | 27:1–8         | 11           | 38:1–7             |
| La fuente                | 12          | 30:17–21       | 12           | 38:8               |
| La corte del Tabernáculo | 7           | 27:9–19        | 13           | 38:9–20            |
| Vestiduras Sacerdotales  | 9           | 28:1–43        | 14           | 39:1–31            |
| Ritual de ordenación     | 10          | 29:1–46        | 15           | Levíticos 8:1–9:24 |
| Lámpara                  | 8           | 27:20–21       | 16           | Numero 8:1–4       |

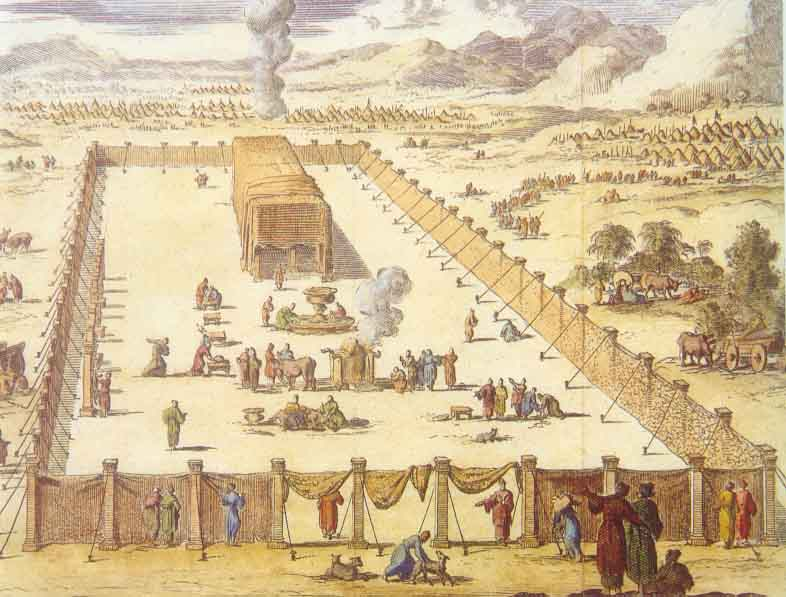
El Tabernáculo

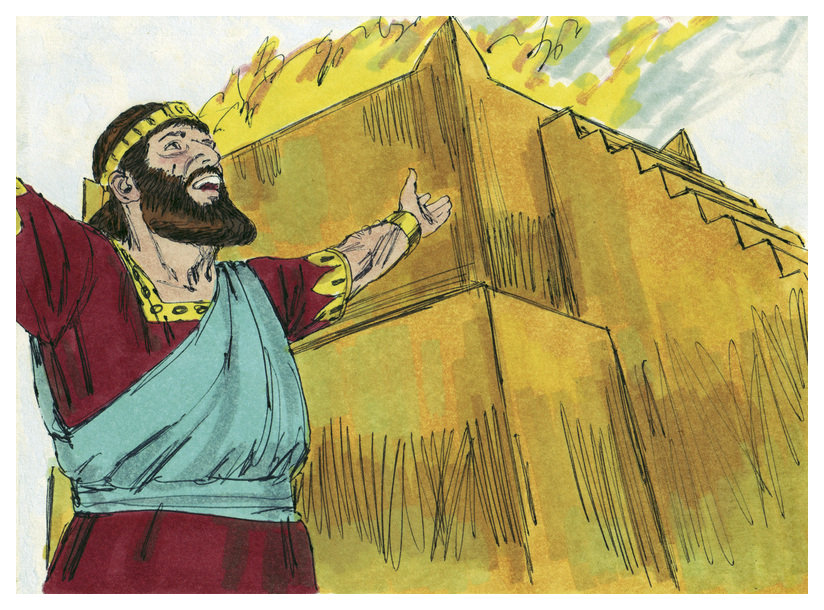
Cuando Salomón terminó de orar, descendió fuego del cielo y consumió el holocausto y los sacrificios. (Ilustración de 1984 de Jim Padgett, cortesía de Distant Shores Media/Sweet Publishing)

El profesor Gordon Wenham, anteriormente de la Queen's University Belfast y Cheltenham College, señaló que la frase "como el Señor ordenó a Moisés" o una frase similar "recurre con notable frecuencia" en Leviticos 8–10, que aparece en Leviticos 8:4, 5, 9, 13, 17, 21, 29, 34, 36 ; 9:6, 7, 10, 21 ; 10:7, 13 y 15.
En Leviticos 9:23–24, la Presencia del Señor se apareció al pueblo y salió fuego que consumió los sacrificios sobre el altar. Dios también mostró aprobación al enviar fuego en Jueces 13:15–21 sobre el nacimiento de Sansón, en 2 Crónicas 7:1 sobre la dedicación del templo de Salomón y en 1 Reyes 18:38 sobre la competencia de Elías con los profetas de Baal .

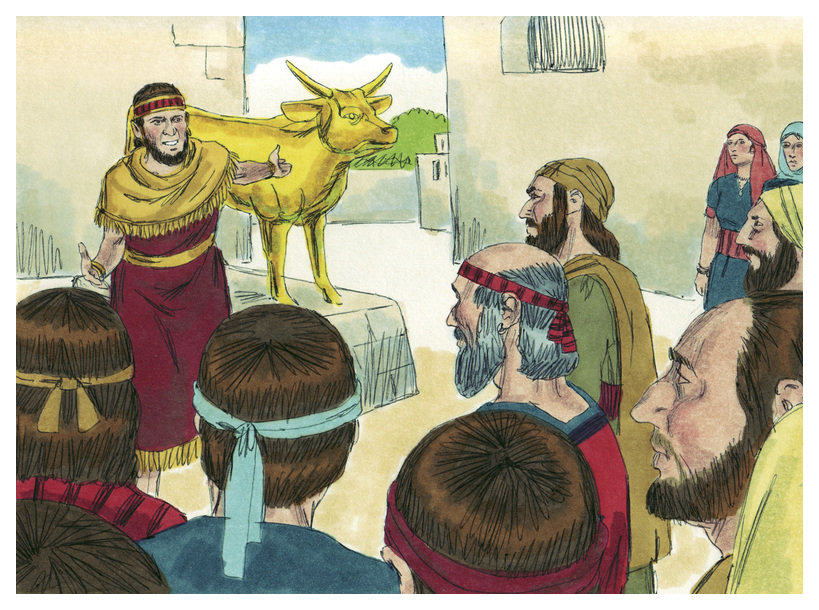
Jeroboam hizo dos becerros de oro. (Ilustración de 1984 de Jim Padgett, cortesía de Distant Shores Media/Sweet Publishing)

### Levítico capítulo 11
10:1 reports that Nadab and Abihu put fire and incense (קְטֹרֶת, ketoret) in their censors and offered "strange fire" (אֵשׁ זָרָה, eish zarah). 30:9 prohibited offering "strange incense" (קְטֹרֶת זָרָה, ketoret zarah).
10:2 reports that Aaron's sons Nadab and Abihu died prematurely, after Aaron had in 32:4 fashioned for the Israelites the Golden Calf and they said, "This is your god, O Israel, who brought you up out of the land of Egypt." Similarly, the northern Kingdom of Israel's first King Jeroboam's sons Nadab and Abijah died prematurely (Nadab in 15:28 and Abijah in 14:17), after Jeroboam had in 12:28 made two golden calves and said to the people, "This is your god, O Israel, who brought you up from the land of Egypt!" Professor James Kugel of Bar Ilan University noted that Abihu and Abijah are essentially the same names, as Abijah is a variant pronunciation of Abihu.
Tal vez reflejando parte de la motivación de la instrucción de Dios en Levítico 10:9 para que los sacerdotes "no beban vino ni sidra" mientras realizan sus deberes, 28:7 informa que "el sacerdote y el profeta se tambalean por la sidra, están confundidos a causa del vino, se tambalean a causa de la sidra; se tambalean en la visión, se tambalean en el juicio.” 

11:8 and 11 associate death with uncleanness; in the Hebrew Bible, uncleanness has a variety of associations. 21:1–4, 11; and 6:6–7; and 19:11–16; also associate it with death. And perhaps similarly, 12 associates it with childbirth and 13–14 associates it with skin disease. 15 associates it with various sexuality-related events. And Jeremiah 2:7, 23; 3:2; and 7:30; and Hosea 6:10 associate it with contact with the worship of alien gods.

## En la interpretación no rabínica temprana
La parashá tiene paralelos o se discute en estas primeras fuentes no rabínicas:

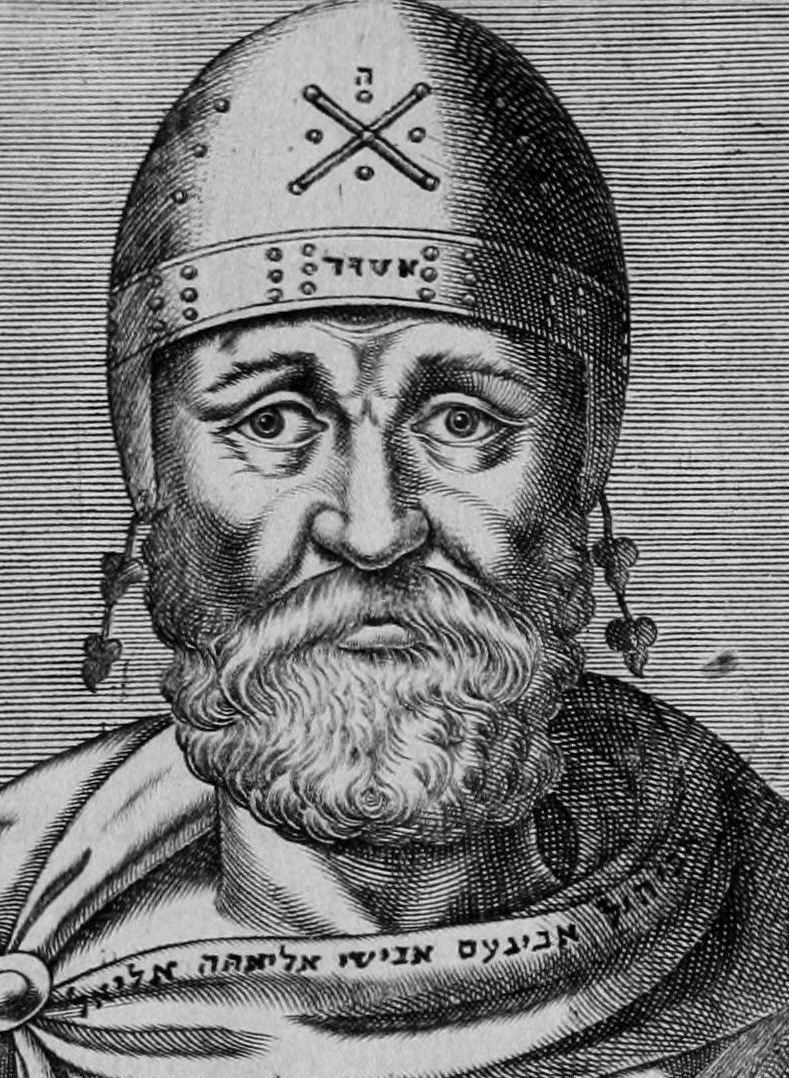
Filón

### Levítico capítulo 1
Filón interpretó Levítico 10 para enseñar que debido a que Nadab y Abiú se dirigieron rápidamente al altar sin miedo y con fervor, una luz imperecedera los disolvió en rayos etéreos como un holocausto completo y los llevó al cielo. Así, Nadab y Abiú murieron para poder vivir, cambiando su vida mortal por una existencia inmortal, partiendo de la creación hacia el Dios creador. Filón interpretó las palabras de Levíticos 10:2, "murieron delante del Señor", para celebrar su incorruptibilidad y demostrar que vivían, porque ningún muerto podía aparecer ante los ojos del Señor.
Josefo enseñó que Nadab y Abiú no trajeron los sacrificios que Moisés les dijo que trajeran, sino que trajeron los que solían ofrecer antes y, en consecuencia, murieron quemados. 

### Levítico capítulo 11
Aristeas citó como razón de las leyes dietéticas que distinguen claramente a los judíos de otras personas.
El profesor Isaiah Gafni de la Universidad Hebrea de Jerusalén señaló que en el Libro de Tobit, el protagonista Tobit observó las leyes dietéticas.

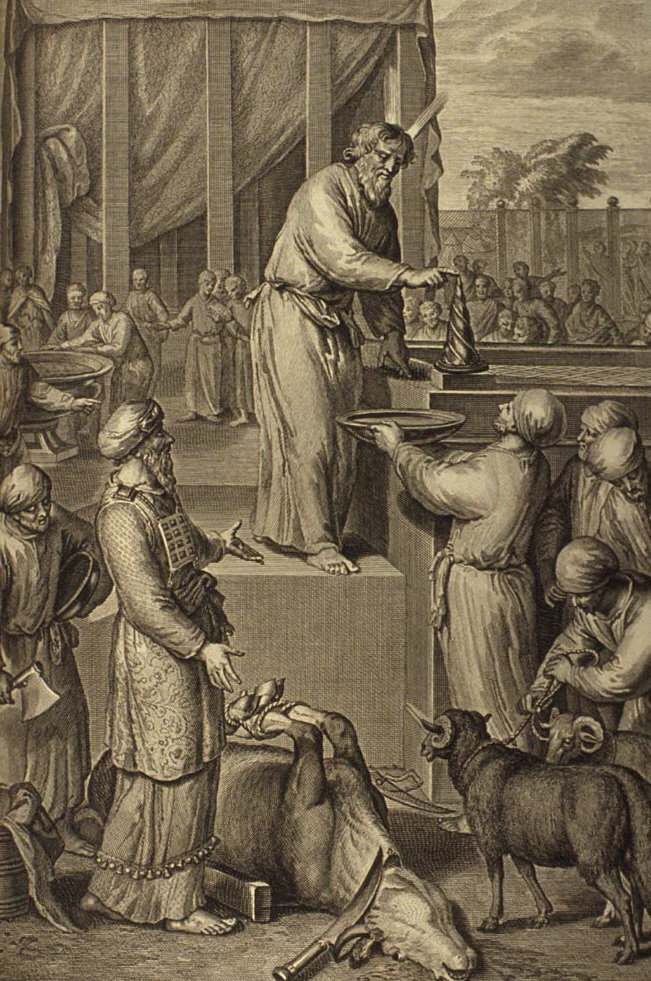
Moisés consagra a Aarón y a sus hijos y ofrece su ofrenda por el pecado (ilustración de las Figuras de la Biblia de 1728)

## En la interpretación rabínica clásica
La parashá se analiza en estas fuentes rabínicas de la era de la Mishná y el Talmud :

### Levítico capítulo 9
El rabino Judah enseñó que las palabras de Levíticos 9:1, "Y sucedió que al octavo día", comienza el segundo tema principal del libro de Levítico.
Un Midrash enseñó que el relato que comienza con Levíticos 9:1, “Y aconteció en el octavo día”, debería haber aparecido al principio del Libro de Levítico (ya que relata la inauguración del servicio del Tabernáculo), pero que aparezca donde aparece ilustra la proposición de que la Torá no sigue un orden cronológico.

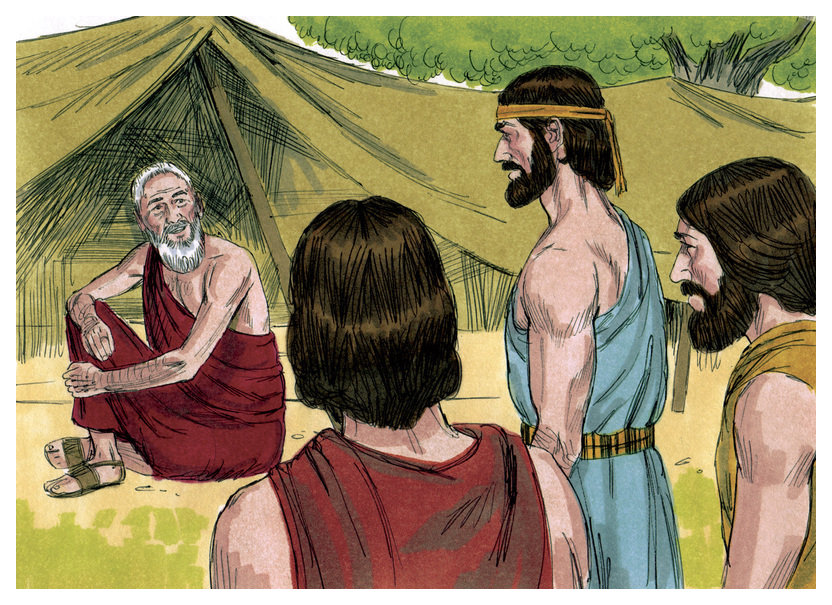
De repente Abraham miró hacia arriba y vio a tres extraños. (Ilustración de 1984 de Jim Padgett, cortesía de Distant Shores Media/Sweet Publishing)

Pero un Baraita comparó el día en que los israelitas dedicaron el Tabernáculo con el día en que Dios creó el universo. Al leer las palabras de Levítico 9:1, "Y sucedió que en el octavo día", un Baraita enseñó que en ese día (cuando los israelitas dedicaron el Tabernáculo) hubo alegría ante Dios como en el día en que Dios creó el cielo y tierra. Porque Levítico 9:1 dice: "Y aconteció (וַיְהִי va-yehi ) en el octavo día", y 1:5 dice: "Y hubo (וַיְהִי va-yehi ) un día." 
El rabino Eliezer interpretó las palabras: "Y allí me reuniré con los hijos de Israel, y [el Tabernáculo] será santificado con mi gloria", en Éxodos 29:43 en el sentido de que Dios en el futuro se reuniría con los israelitas y sería santificado entre ellos. El Midrash informa que esto ocurrió el octavo día de la consagración del Tabernáculo, como se informa en Levíticos 9:1. Y como informa Levíticos 9:24, "cuando todo el pueblo vio, gritaron y se postraron sobre sus rostros".

Moisés dijo: “¿Cómo puedo sacar a los israelitas de Egipto?” (Ilustración de 1984 de Jim Padgett, cortesía de Distant Shores Media/Sweet Publishing)

El rabino Samuel bar Nahman enseñó que Moisés primero incurrió en su destino de morir en el desierto por su conducta en la Zarza Ardiente, porque allí Dios trató durante siete días de persuadir a Moisés para que fuera a cumplir su misión en Egipto, como dice Éxodos 4:10 : “ Y Moisés dijo al Señor: 'Oh Señor, no soy un hombre de palabras, ni ayer, ni anteayer, ni desde que hablaste con tu siervo'” (que el Midrash interpretó para indicar siete días de conversación). Y al final, Moisés le dijo a Dios en Éxodos 4:13, “Envía, te ruego, por mano de aquel a quien enviarás”. Dios respondió que Dios guardaría esto para Moisés. El rabino Berekiah en nombre del rabino Levi y el rabino Helbo dan respuestas diferentes sobre cuándo Dios pagó a Moisés. Uno dijo que todos los siete días de la consagración del sacerdocio en Levíticos 8, Moisés funcionó como Sumo Sacerdote, y llegó a pensar que el oficio le pertenecía a él. Pero al final, Dios le dijo a Moisés que el trabajo no era suyo, sino de su hermano, como dice Levíticos 9:1 : “Y sucedió que al octavo día Moisés llamó a Aarón”. El otro enseñó que todos los primeros siete días de Adar del año cuarenta, Moisés rogó a Dios para entrar en la Tierra Prometida, pero al final, Dios le dijo en Deuteronomio 3:27, “No pasarás este Jordán”.
Un Baraita enseñó que en la Inauguración del Tabernáculo, Aarón se retiró durante siete días y luego ofició durante un día. A lo largo de los siete días, Moisés transmitió a Aarón las pautas de la Torá para entrenar a Aarón en el servicio. Siguiendo este ejemplo, en generaciones posteriores, el Sumo Sacerdote se retiraba siete días antes de Iom Kipur para oficiar durante un día. Y dos eruditos de los discípulos de Moisés (excluyendo así a los saduceos ) transmitieron las directrices de la Torá al Sumo Sacerdote durante los siete días para entrenarlo en el servicio.
El rabino Jacob bar Acha enseñó en nombre del rabino Zorah que el mandato a Aarón en Levíticos 8:35, "a la puerta de la tienda de reunión permanecerás día y noche siete días, y guardarás la ordenanza del Señor", sirvió como fuente de la ley de siete días de luto por la muerte de un familiar (שִׁבְעָה shivah ). El rabino Jacob bar Aha interpretó a Moisés para decirle a Aarón que así como Dios observó siete días de luto por la inminente destrucción del mundo en el momento del Diluvio de Noé, así también Aarón observaría siete días de luto por la próxima muerte de sus hijos Nadab y Abiú. Y sabemos que Dios observó siete días de luto por la destrucción del mundo por el Diluvio de 7:10, que dice: "Y sucedió que después de los siete días, las aguas del Diluvio estaban sobre la tierra. " La Guemará preguntó si uno se lamenta antes de una muerte, como parece argumentar Jacob bar Aha que sucedió en estos dos casos. En respuesta, la Gemara distinguió entre el luto de Dios y el de las personas: Las personas, que no saben lo que sucederá hasta que sucede, no lloran hasta que el difunto muere. Pero Dios, que sabe lo que sucederá en el futuro, hizo duelo por el mundo antes de su destrucción. La Guemará señaló, sin embargo, que hay quienes dicen que los siete días anteriores al Diluvio fueron días de luto por Matusalén (quien murió justo antes del Diluvio).
De manera similar, al leer en Levíticos 9:1 que "sucedió en el octavo día", un Midrash relató cómo Moisés le dijo a Aarón en Levíticos 8:33, "no saldrás de la puerta de la tienda de reunión por siete días. " El Midrash interpretó que esto significaba que Moisés les dijo a Aarón y a sus hijos que observaran las leyes del luto durante siete días, antes de que esas leyes los afectaran. Moisés les dijo en Levíticos 8:35 que debían "guardar el mandato del Señor", porque Dios había guardado siete días de luto antes de que Dios trajera el Diluvio, como informa Genesis 7:10, "Y aconteció después de los siete días que las aguas del diluvio estuvieron sobre la tierra". El Midrash dedujo que Dios estaba de duelo al notar que Genesis 6:6 informa: "Y se arrepintió el Señor de haber hecho al hombre en la tierra, y le entristeció (וַיִּתְעַצֵּב vayitatzeiv ) en Su corazón". Y 2 Samuel 19:3 usa la misma palabra para expresar luto cuando dice: "El rey se entristece (נֶעֱצַב ne'etzav ) por su hijo". Después de que Dios le dijo a Moisés en 29:43, "Y allí me encontraré con los hijos de Israel, y [el Tabernáculo] será santificado en Mi gloria", Moisés administró el servicio durante siete días con temor, temiendo que Dios lo derrumbara. Y fue por eso que Moisés le dijo a Aarón que observara las leyes del duelo. Cuando Aarón le preguntó a Moisés por qué, Moisés respondió (en las palabras de Levíticos 8:35 ) "así me lo ordenan". Luego, como se informa en Levíticos 10:2, Dios golpeó a Nadab y Abiú en su lugar. Y así, en Levíticos 10:3, Moisés le dijo a Aarón que finalmente entendió: "Esto es lo que el Señor quiso decir cuando dijo: 'A través de los que están cerca de mí, me santifico y obtengo gloria delante de todo el pueblo'".
Rabban Simeon bar Yochai enseñó que aprendemos en Levítico 9:1, entre muchos lugares en las Escrituras, que Dios mostró respeto a los ancianos . Porque Levítico 9:1 informa que en la Tienda de Reunión, "Moisés llamó a Aarón y a sus hijos, y a los ancianos de Israel". Y en tiempos mesiánicos también será así, como dice Isaías 24:23 : “Porque el Señor de los ejércitos reinará en el monte Sión y en Jerusalén, y delante de sus ancianos será gloria”.

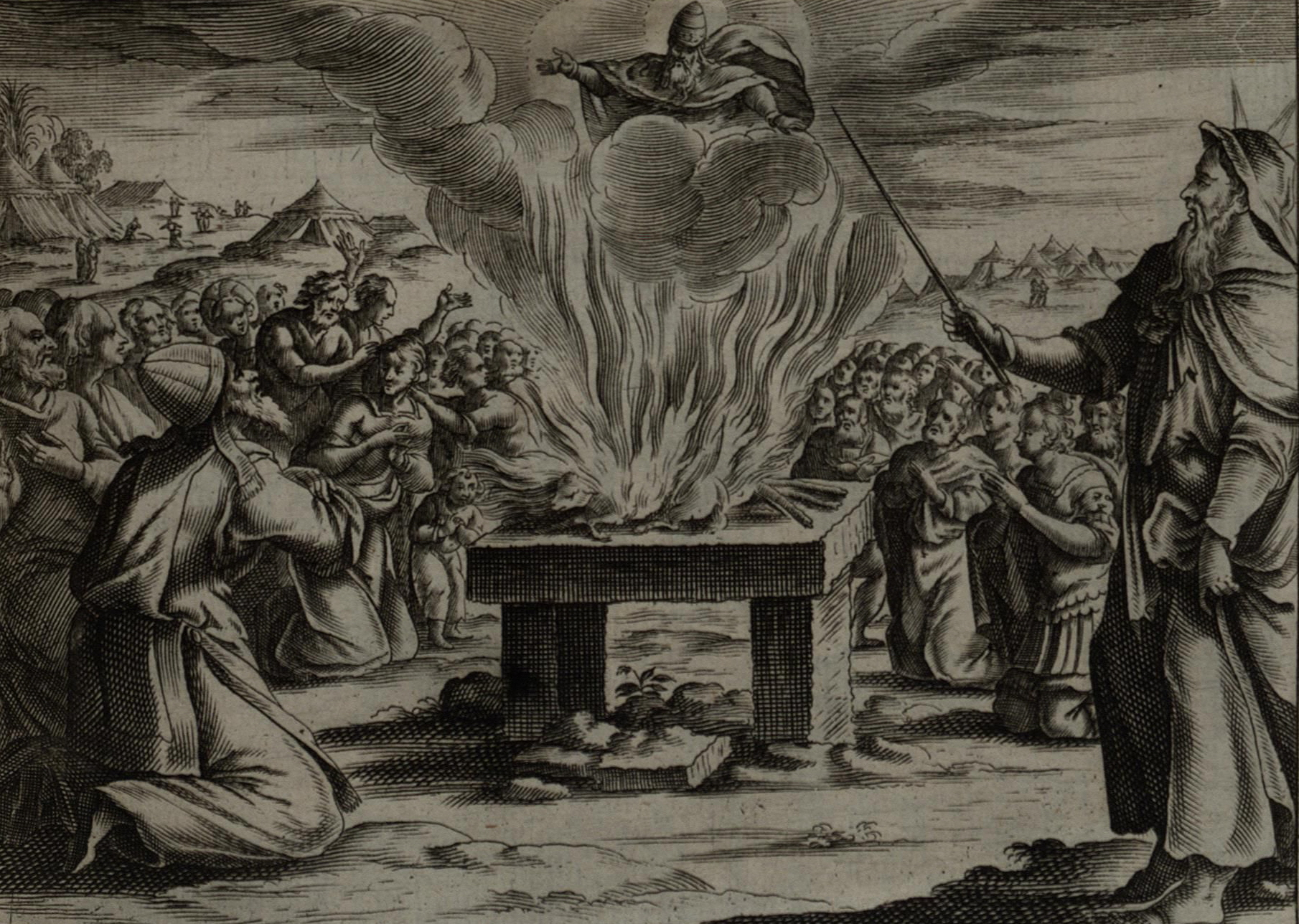
Primera ofrenda de Aarón (grabado de Gerard Jollain de la Biblia La Saincte de 1670)

Rav Assi de Hozna'ah dedujo de las palabras: "Y sucedió en el primer mes del segundo año, en el primer día del mes", en Exodos 40:17 que el Tabernáculo fue erigido en el primero de Nisan . Con referencia a esto, un Tanna enseñó que el primero de Nisan tomó diez coronas de distinción en virtud de los diez eventos trascendentales que ocurrieron ese día. El primero de Nisán fue: (1) el primer día de la Creación, (2) el primer día de las ofrendas de los príncipes, (3) el primer día para que el sacerdocio hiciera las ofrendas de sacrificio, (4) el primer día para el sacrificio público, (5) el primer día para el descenso del fuego del Cielo, (6) el primero para que los sacerdotes comieran comida sagrada en el área sagrada, (7) el primero para la morada de la Shejiná en Israel, (8) el primero para la Bendición Sacerdotal de Israel, (9) el primero para la prohibición de los lugares altos, y (10) el primero de los meses del año.
La Guemará lee las palabras "Llevarte" (קַח-לְךָ kaj leja ) en Levítico 9:2 para significar “Toma de tus propios medios” y por lo tanto para indicar que Dios requirió que Aarón trajera el toro y el carnero inaugurales de su propiedad y no de los bienes de la comunidad. La Guemará contrastó el lenguaje de Levítico 9:2, "Y dijo a Aarón: 'Toma un becerro como ofrenda por el pecado'", del lenguaje de Levítico 9:3, "Y a los hijos de Israel hablará, diciendo: ' Tomad un macho cabrío para expiación'”. La Guemará concluyó a partir de esta diferencia que las palabras "tomarte" significan de tus propios recursos.

Aarón fundió el oro y moldeó un becerro de oro. (Ilustración de 1984 de Jim Padgett, cortesía de Distant Shores Media/Sweet Publishing)

El Rabino Abahu distinguió así la ofrenda de Aarón de sus propios recursos en la Inauguración del Tabernáculo de las ofrendas comunales del Sumo Sacerdote para Shavuot y Rosh Hashaná, y concluyó que uno no puede razonar por analogía de los requisitos para la Inauguración con los de Shavuot o Rosh Hashaná. De manera similar, el Rabino Abba distinguió el toro y el carnero que Levítico 9:2 requería que Aarón trajera para la inauguración del Tabernáculo del toro y dos carneros que Levítico 23:18 requería del Sumo Sacerdote trajera en Shavuot, y así concluyó la Guemará que uno no puede razonar por analogía de los requisitos para la Inauguración a los de Shavuot.
Un Midrash enseñó que Levítico 9:2 requería que Aarón trajera "un becerro como ofrenda por el pecado" para expiar el pecado del becerro de oro en Exodos 32. .
El rabino Tanhum enseñó en nombre del Rabino Judan que las palabras "porque hoy el Señor se te aparece" en Levítico 9:4 indicaban que la presencia de Dios, la Shejiná, no vino a permanecer en el Tabernáculo durante los siete días de consagración cuando Moisés ministraba en el oficio de Sumo Sacerdote, pero la Shejiná apareció cuando Aarón se vistió con la túnica del Sumo Sacerdote.
Al leer las palabras de Levítico 9:4, "Y [toma] un buey y un carnero para ofrendas de paz ... porque hoy el Señor se te aparecerá", el Rabino Levi enseñó que Dios razonó, que si Dios revelara así bendecir a un sacerdote que sacrificó un buey y un carnero por amor a Dios, cuánto más Dios debe revelar el Ser de Dios a Abraham, quien se circuncidó a sí mismo por amor a Dios. En consecuencia, Genesis18:1 informa: "Y el Señor se le apareció [a Abraham]".
Leyendo Levítico 9:4, “Y un buey y un carnero para ofrendas de paz. . . porque hoy el Señor se te aparece”, el Rabino Levi enseñó que Dios razonó que si Dios se aparecería y bendeciría a un sacerdote que ofreció un carnero en el nombre de Dios, ¿cuánto más debería Dios aparecerse y bendecir a Jacob, cuyas facciones están grabadas en el trono de Dios ? Así, Genesis 35:9 dice: “Y Dios se apareció de nuevo a Jacob, cuando venía de Padan-aram, y lo bendijo”.
Los rabinos enseñaron en un Baraita, debido a que Levítico 2:15 dice con respecto a una ofrenda de comida de primicias, “deberás . . . poner incienso encima; es una ofrenda de comida”, Levítico 2:15 pretendía incluir dentro del requisito de incienso la ofrenda de comida que Levítico 9:4 requería que Aarón ofreciera en el octavo día de la consagración.

Sacerdotes poniendo sus manos sobre un sacrificio (ilustración de 1984 de Jim Padgett, cortesía de Distant Shores Media/Sweet Publishing)

Un Tanna recitó ante el Rabino Isaac bar Abba las palabras de Levítico  9:16, “Y presentó el holocausto; y lo ofreció conforme a la ordenanza”, que se refiere al holocausto obligatorio que Levítico 9:2 requería que Aarón trajera en el octavo día de su consagración. El Tanna razonó que al decir “según la ordenanza”, Levítico 9:16 se refería a las reglas que Levítico1:3–9 aplicaba a los holocaustos voluntarios y, por lo tanto, enseñaba que esas reglas también se aplicaban a los holocaustos obligatorios . El Tanna concluyó que así como Levítico 1:4 requería la imposición de manos para los holocaustos voluntarios, la ley también requería la imposición de manos para los holocaustos obligatorios.
En la Tosefta, el Rabino Simeon enseñó que dondequiera que la Torá menciona una novilla sin más especificación, se refiere a una de un año; y un “becerro y un cordero” también son de un año, como se especifica en Levítico 9:3; y “de la manada” significa uno de dos años, como en Levítico 9:2, “Toma un becerro de la manada para ofrenda de expiación y un carnero para holocausto”.
Leyendo Levítico 9:22, “Y Aarón alzó sus manos hacia el pueblo, y los bendijo”, el Sifra enseñó que Aarón dio la Bendición Sacerdotal de Numeros 6:24–26.
Al leer Levítico 9:23, "Y Moisés y Aarón entraron en la tienda de reunión", el Sifra preguntó por qué Moisés y Aarón entraron juntos en el Tabernáculo. El Sifra enseñó que lo hicieron para que Moisés pudiera enseñarle a Aarón el derecho de ofrecer el incienso.
El rabino Judah enseñó que el mismo fuego que descendió del cielo se posó en la tierra y no volvió a su lugar anterior en el cielo, sino que entró en el Tabernáculo. Ese fuego salió y devoró todas las ofrendas que los israelitas trajeron en el desierto, ya que Levítico 9:24 no dice: "Y descendió fuego del cielo", sino "Y salió fuego de delante del Señor". Este fue el mismo fuego que salió y consumió a los hijos de Aarón, como dice Levítico 10:2, "Y salió fuego de delante del Señor". Y ese mismo fuego salió y consumió la compañía de Coré, como dice Numeros 16:35, "Y salió fuego del Señor". Y el Pirke De-Rabbi Eliezer enseñó que ninguna persona parte de este mundo hasta que algo de ese fuego, que descansó entre la humanidad, pase sobre esa persona, como dice Numeros 11:2, "Y el fuego descansó".

Nadab y Abihu trajeron fuego extraño (ilustración de 1984 de Jim Padgett, cortesía de Distant Shores Media/Sweet Publishing)

### Levítico capítulo 10
Según la Sifra, Nadab y Abiú tomaron su ofrenda en Levitico 10:1 con alegría, porque cuando vieron venir el fuego nuevo de Dios, fueron a agregar un acto de amor a otro acto de vida.
Un Midrash señaló que las Escrituras registran la muerte de Nadab y Abiú en numerosos lugares.  Esto enseña que Dios se entristeció por Nadab y Abiú, porque eran queridos por Dios. Y así, Levítico 10:3 cita a Dios diciendo: "En los que están cerca de mí, seré santificado".
Un Midrash enseñó que el fuego extraño no provenía de la ofrenda continua de la tarde ni de la ofrenda continua de la mañana, sino que era un fuego secular ordinario. De manera similar, el rabino Akiva enseñó que el fuego que trajeron era del tipo que se usa en una estufa doble, y leyó Levítico 10:1 para informar que "ofrecieron fuego impuro ante el Señor".

Nadab y Abihu consumidos por el fuego (ilustración de 1984 de Jim Padgett, cortesía de Distant Shores Media/Sweet Publishing)

La Guemará presentó puntos de vista alternativos de cómo el fuego devoró a Nadab y Abiú en Levítico 10:2. Según un punto de vista, sus cuerpos no fueron quemados porque Levítico 10:2 dice: "murieron delante del Señor", enseñando que era como una muerte normal (desde adentro, sin un efecto externo en su cuerpo). Y según el otro punto de vista, en realidad fueron quemados. El fuego comenzó desde adentro, como en una muerte normal (y luego consumió sus cuerpos).
Abba Jose ben Dosetai enseñó que Nadab y Abiú murieron en Levítico 10:2 cuando dos corrientes de fuego salieron del Lugar Santísimo y se dividieron en cuatro corrientes, de las cuales dos fluyeron por la nariz de uno y dos por la nariz del otro., de modo que su aliento se quemó, pero sus vestidos permanecieron intactos (como se da a entender en 10:5 ).
Bar Kappara dijo en nombre del Rabino Jeremías ben Eleazar que Nadab y Abiú murieron (como se informa en Levítico10:2 ) por cuatro cosas: (1) por acercarse demasiado al lugar santo, (2) por ofrecer un sacrificio que no se les había ordenado ofrecer, (3) por el fuego extraño que trajeron de la cocina, y (4) por no haber tomado consejo unos de otros, como dice Levítico 10:1 "Cada uno su incensario", lo que implica que cada uno actuó por su propia iniciativa.

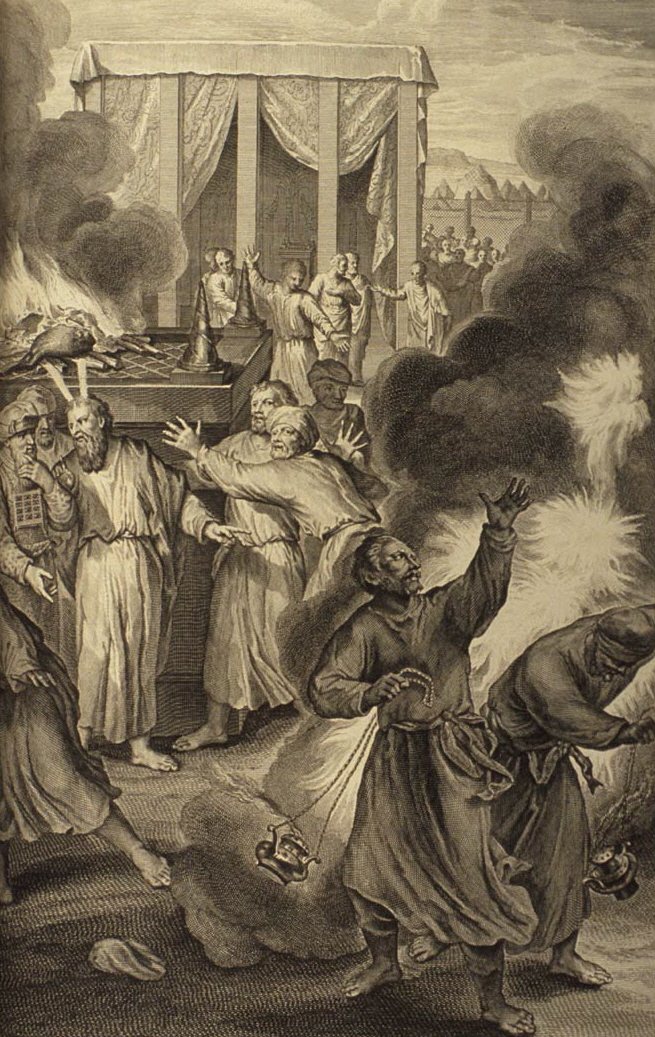
Nadab y Abiú consumidos por el fuego del Señor (ilustración de 1728 "Figuras de la Biblia")

De manera similar, al leer las palabras de Levítico16:1, "la muerte de los dos hijos de Aarón, cuando se acercaron ante el Señor y murieron", el Rabino José dedujo que los hijos de Aarón murieron porque se acercaron para entrar en el Lugar Santísimo. .
El Rabino Mani de She'ab (en Galilea ), el Rabino Joshua de Siknin (también en Galilea) y el Rabino Johanan dijeron en nombre del rabino Levi que Nadab y Abiú murieron debido a cuatro cosas, en relación con cada una de las cuales menciona la Escritura sus muertes: (1) Porque habían bebido vino, porque en relación con beber vino Levítico 10:9 menciona la muerte, diciendo: "No bebas vino ni licor... para que no mueras". (2) Porque les faltaba el número prescrito de prendas (mientras oficiaban), porque en relación con las prendas apropiadas, Levítico 28:43 menciona la muerte, diciendo: "Y [las prendas] estarán sobre Aarón y sobre sus hijos... para que no lleven iniquidad y mueran". Nadab y Abiú carecían de sus túnicas (implicado quizás por el informe de Levítico10:5 que sus cuerpos fueron llevados en sus túnicas), en relación con lo cual Exodo 28:35 menciona la muerte, diciendo: "Y estará sobre Aarón para ministro... para que no muera". (3) Porque entraron al Santuario sin lavarse las manos y los pies, porque Exodo 30:21 dice: "Así se lavarán las manos y los pies, para que no mueran", y Exodo 30:20 dice: "Cuando entren en la tienda de reunión, se lavarán con agua, para que no mueran. (4) Porque no tenían hijos, porque en relación con no tener hijos Numeros 3:4 menciona la muerte, diciendo: "Y murieron Nadab y Abiú... y no tuvieron hijos". Abba Hanin enseñó que era porque no tenían esposas, porque Levítico 16:6 dice: "Y [el Sumo Sacerdote] hará expiación por sí mismo y por su casa", y "su casa" implica que tenía que tener un esposa.
De manera similar, el Rabino Levi enseñó que Nadab y Abiú murieron porque eran arrogantes. Muchas mujeres se quedaron solteras esperándolos. Nadab y Abiú pensaron que debido a que el hermano de su padre (Moisés) era rey, el hermano de su madre ( Nachshon ben Aminadav ) era un príncipe, su padre (Aarón) era Sumo Sacerdote, y ambos eran Sumos Sacerdotes Adjuntos, que ninguna mujer era digna de a ellos. Así, el rabino Menahma enseñó en nombre del rabino Joshua ben Nehemiah que el Salmo 78:63 se aplicaba a Nadab y Abiú cuando dice: "El fuego devoró a sus jóvenes", porque (como continúa el versículo), "sus vírgenes no tenían canto nupcial". ." 

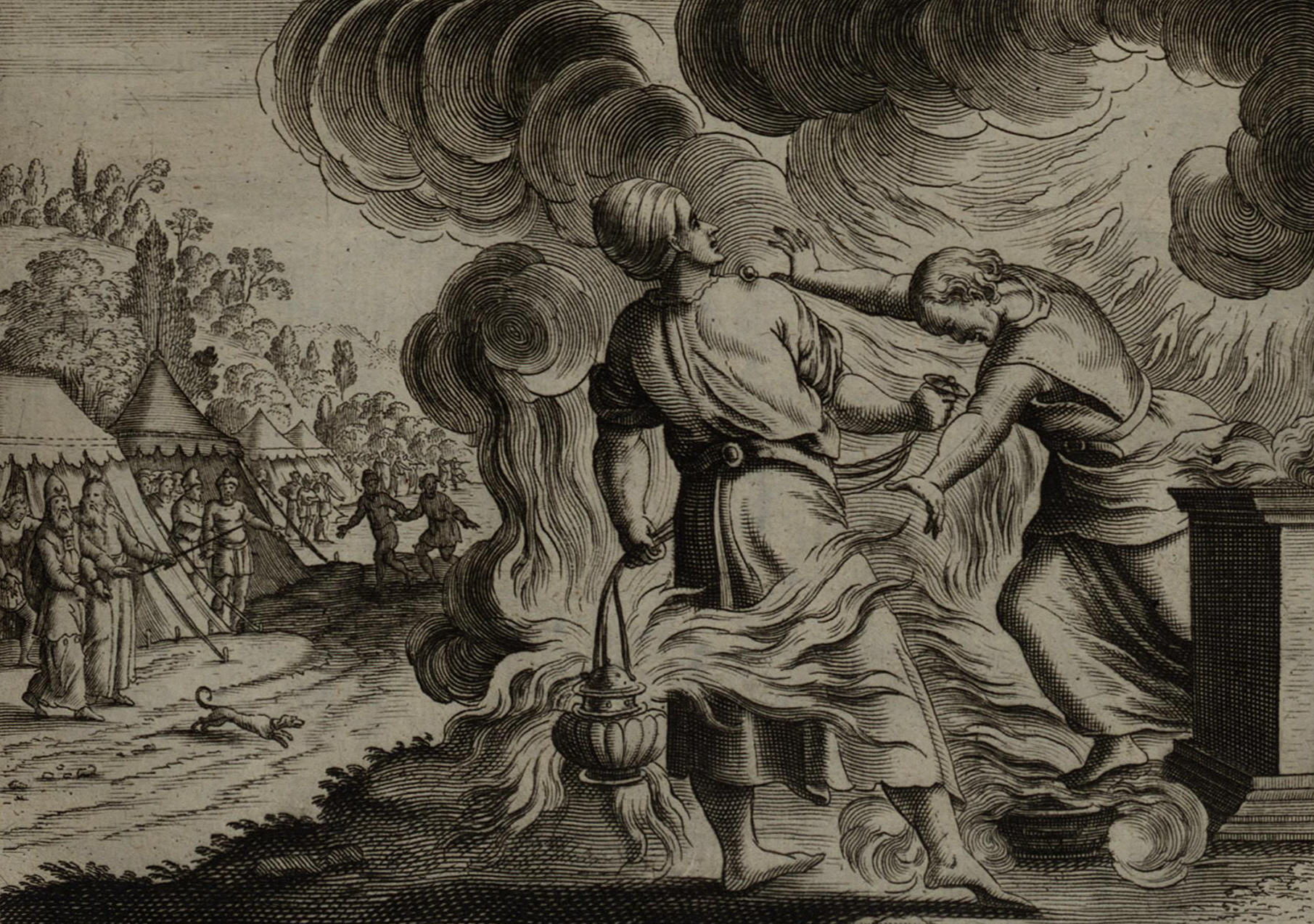
La muerte de Nadab y Abiú (grabado de Gerard Jollain de la Biblia La Saincte de 1670)

El rabino Eliezer (o algunos dicen que el rabino Eliezer ben Jacob ) enseñó que Nadab y Abiú murieron solo porque dieron una decisión legal en presencia de su Maestro Moisés. Aunque Levítico 9:24 informa que "salió fuego de delante del Señor y consumió el holocausto y la grasa del altar", Nadab y Abiú dedujeron del mandato de Levítico 1:7 que "los hijos de Aarón el sacerdote pondrán fuego sobre el altar" que los sacerdotes todavía tenían el deber religioso de traer un poco de fuego ordinario al altar, también.
Según el Sifra, algunos dicen que Nadab y Abiú murieron porque antes, cuando estaban en el Sinaí caminando detrás de Moisés y Aarón, se comentaron entre sí cómo en poco tiempo, los dos ancianos morirían y encabezarían la congregación. . Y Dios dijo que veríamos quién enterraría a quién.
Un Midrash enseñó que cuando Nadab, Abiú y los 70 ancianos comieron y bebieron en la Presencia de Dios en Exodo 24:11, sellaron su sentencia de muerte. El Midrash preguntó por qué en Numeros 11:16, Dios ordenó a Moisés que reuniera a 70 ancianos de Israel, cuando Exodo 29:9 informó que ya había 70 ancianos de Israel. El Midrash dedujo que cuando en Numeros 11:1, el pueblo murmuró, hablando mal, y Dios envió fuego para devorar parte del campamento, todos esos 70 ancianos anteriores habían sido quemados. El Midrash continuó diciendo que los primeros 70 ancianos fueron consumidos como Nadab y Abiú, porque ellos también actuaron con frivolidad cuando (como se informa en Exodo 24:11 ) contemplaron a Dios y comieron y bebieron de manera inapropiada. El Midrash enseñó que Nadab, Abiú y los 70 ancianos merecían morir en ese momento, pero debido a que Dios amaba tanto dar la Torá, Dios no deseaba perturbar ese momento.

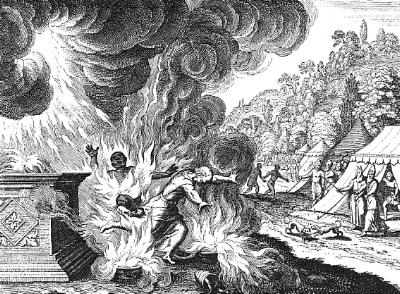
Los hijos de Aarón, Nadab y Abiú, destruidos por el fuego (grabado alrededor de 1625-1630 por Matthäus Merian)

Un Midrash enseñó que la muerte de Nadab y Abiú demostró la enseñanza del Rabino Joshua ben Levi de que la oración produce la mitad de la expiación. Al principio (después del incidente del becerro de oro), Dios pronunció un decreto contra Aarón, como Deuteronomio 9:20 dice: "El SEÑOR se enojó tanto con Aarón que quiso destruirlo (לְהַשְׁמִיד le-hashmid )". Y el Rabino Joshua de Siknin enseñó en nombre del rabino Levi que la "destrucción" (הַשְׁמָדָה hashmadah ) significa extinción de la descendencia, como en Amos 2:9, que dice: "Y destruí (וָאַשְׁמִיד va-ashmid ) su fruto de arriba, y sus raíces de abajo". Cuando Moisés oró por Aarón, Dios anuló la mitad del decreto; dos hijos murieron, y quedaron dos. Así, Levítico 8:1–2 dice: "Y el Señor habló a Moisés, diciendo: 'Toma a Aarón y sus hijos'" (lo que implica que iban a ser salvados de la muerte).
La Guemará interpretó el informe en Exodo 29:43 de que el Tabernáculo "será santificado en Mi gloria" para referirse a la muerte de Nadab y Abiú. La Gemara enseñó que no se debe leer "Mi gloria" ( bi-kevodi ) sino "Mis honrados" ( bi-kevuday ). Así, la Guemará enseñó que Dios le dijo a Moisés en Exodo 29:43 que Dios santificaría el Tabernáculo mediante la muerte de Nadab y Abiú, pero Moisés no comprendió el significado de Dios hasta que Nadab y Abiú murieron en Levítico 10:2. Cuando los hijos de Aarón murieron, Moisés le dijo a Aarón en Levítico 10:3 que los hijos de Aarón murieron solo para que la gloria de Dios pudiera ser santificada a través de ellos. Cuando Aarón percibió así que sus hijos eran los honrados de Dios, Aarón guardó silencio, como informa Levítico 10:3, "Y Aarón guardó silencio", y Aarón fue recompensado por su silencio.

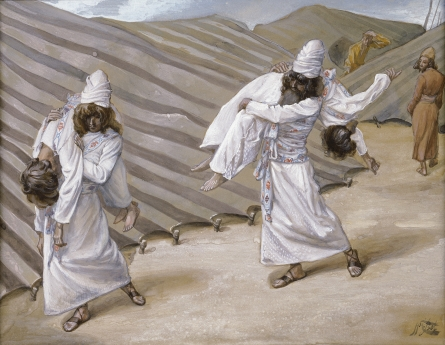
The Dead Bodies Carried Away (acuarela alrededor de 1896-1902 de James Tissot)

De manera similar, un Midrash interpretó Levítico 10:3, donde Moisés le dijo a Aarón: "Esto es lo que el Señor quiso decir cuando dijo: 'A través de los que están cerca de mí, me santifico y obtengo gloria ante todo el pueblo'". El Midrash enseñó que Dios le dijo esto a Moisés en el desierto de Sinaí, cuando en Exodo 29:43 Dios dijo: "Allí me reuniré con los hijos de Israel, y el Tabernáculo será santificado por Mi gloria". Y después de la muerte de Nadab y Abiú, Moisés le dijo a Aarón: "En el momento en que Dios me dijo, pensé que tú o yo seríamos heridos, pero ahora sé que ellos [Nadab y Abiú] son más grandes que tú o yo." 
De manera similar, Sifra enseñó que Moisés buscó consolar a Aarón, diciéndole que en el Sinaí, Dios le dijo que Dios santificaría la casa de Dios a través de un gran hombre. Moisés había supuesto que sería a través de Aarón o de él mismo que la casa sería santificada. Pero Moisés dijo que resultó que los hijos de Aarón eran mayores, y Moisés y Aarón, porque por medio de ellos había sido santificada la casa.
El rabino Akiva enseñó que debido a que los primos de Aarón, Misael y Elzafán, se ocuparon de los restos de Nadab y Abiú (como se informa en Levítico 10:4–5 ), se convirtieron en los "ciertos hombres" que Números 9:6 informó que "estaban inmundos por el cadáver". de un hombre, para que no pudieran celebrar la Pascua". Pero el Rabino Isaac respondió que Misael y Elzafán podrían haberse limpiado antes de la Pascua.

Nadab and Abihu Carried Away (ilustración de 1984 de Jim Padgett, cortesía de Distant Shores Media/Sweet Publishing)

La Tosefta encontró en el relato de Levítico 10:5 que Misael y Elzaphan "los sacaron del campamento con sus túnicas" que incluso cuando Dios está enojado con los justos, Dios tiene en cuenta su honor. Y la Tosefta concluyó que si cuando Dios está enojado con los justos, su trato es tal, entonces cuando Dios está dispuesto a ser misericordioso, cuánto más se preocupará Dios por su honor.
Nuestros rabinos enseñaron en una Baraita que cuando los hijos del rabino Ismael murieron, el Rabino Tarfón lo consoló señalando que, como informa Levítico10:6, tras la muerte de Nadab y Abiú, Moisés ordenó que "toda la casa de Israel lamentara el incendio". que el Señor ha encendido". El rabino Tarfon señaló que Nadab y Abiú habían realizado solo una buena obra, como informa Levítico 9:9, "Y los hijos de Aarón le presentaron la sangre" (durante el servicio inaugural del Tabernáculo). El rabino Tarfon argumentó que si los israelitas lloraban universalmente por Nadab y Abiú, cuánto más se debía el duelo a los hijos del Rabino Ismael (quienes realizaron muchas buenas obras).

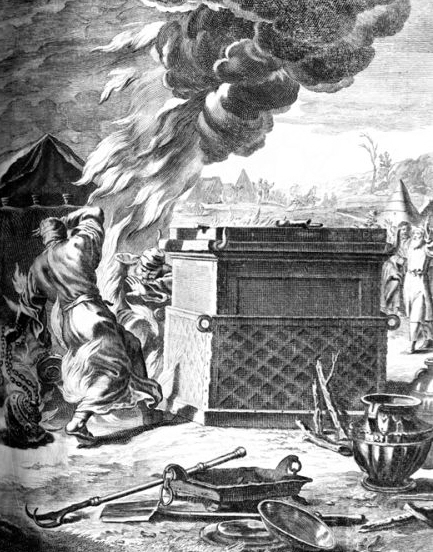
La muerte de Nadab y Abiú (grabado de 1672 por Matthias Scheits)

El rabino Simeón enseñó que Nadab y Abiú murieron solo porque entraron en la Tienda de Reunión borrachos de vino. El Rabino Pinehas en nombre del Rabino Levi comparó esta conclusión con el caso de un rey que tenía un asistente fiel. Cuando el rey encontró al asistente de pie en las entradas de la taberna, el rey lo decapitó y nombró a otro en su lugar. El rey no dijo por qué mató al primer asistente, excepto que le dijo al segundo asistente que no entrara por la puerta de las tabernas, y así el rey indicó que dio muerte al primer asistente por tal motivo. Y así, el mandato de Dios a Aarón en Levítico 10:9 de "no beber vino ni sidra" indica que Nadab y Abiú murieron precisamente a causa del vino.
El Rabino Levi enseñó que Dios dio la sección de la Torá que trata sobre el consumo de vino por parte de los sacerdotes, en Levítico 10:8–11, el día en que los israelitas establecieron el Tabernáculo. El Rabino Johanan, dijo en nombre del Rabino Bana'ah que la Torá se transmitió en rollos separados, como dice el Salmo 40:8 : "Entonces dije: 'He venido, en el rollo del libro está escrito de mí. .'" El Rabino Simeon ben Lakish (Resh Lakish), sin embargo, dijo que la Torá se transmitió en su totalidad, como Deuteronomio 31:26, "Toma este libro de la ley". La Gemara informó que el rabino Johanan interpretó el Salmo 31:26, "Toma este libro de la ley", para referirse al tiempo posterior a la unión de la Torá en sus diversas partes. Y la Guemará sugirió que Resh Lakish interpretó el Salmo 40:8, "en un rollo del libro escrito sobre mí", para indicar que toda la Torá se llama un "rollo", como Zacarias 5:2 dice: "¿Qué es lo que ves?» Y le respondí: «Veo un rollo que vuela»". O tal vez, sugirió la Guemará, se llama "rollo" por la razón dada por el rabino Levi, quien dijo que Dios entregó ocho secciones de la Torá, que luego Moisés escribió en rollos separados, el día en que se instaló el Tabernáculo. . Eran: la sección de los sacerdotes en Levítico 21, la sección de los levitas en Numeros 8:5–26 (ya que los levitas eran requeridos para el servicio de cánticos en ese día), la sección de los inmundos (que serían requeridos para celebrar la Pascua en el segundo mes) en Números 9:1–14, la sección del envío de los inmundos fuera del campamento (que también tenía que tener lugar antes de que se levantara el Tabernáculo) en Números 5:1–4, la sección de Levítico 16:1–34 (que trata de Yom Kippur, que Levítico16:1 se transmitió inmediatamente después de la muerte de los dos hijos de Aarón), la sección que trata sobre el consumo de vino por los sacerdotes en Levítico 10:8–11, la sección de las luces de la menorá en Números 8:1–4, y la sección de la vaca roja en Números 19 (que entró en vigor tan pronto como se instaló el Tabernáculo).
La Gemara leyó el término "bebida fuerte" (שֵׁכָר sheijar ) en Levítico 10:9 como significado de algo que intoxica. Y la Guemará citó una Baraita que enseñaba que si un sacerdote comía higos en conserva de Keilah, o bebía miel o leche (y por lo tanto se desorientaba), y luego entraba al Santuario (para realizar el servicio), era culpable.
Y la Guemará explicó que los Sabios dictaminaron que los Cohanim no recitaban la Bendición Sacerdotal en los servicios de oración de Minjá y Neilá debido a la preocupación de que algunos de los Cohanim pudieran estar borrachos a esa hora del día (y Levítico 10:9 prohibía a los Cohanim participar en los servicios en estado de ebriedad). Pero los Kohanim dijeron la Bendición Sacerdotal en los servicios de Minjá y Neilá en Yom Kipur y otros días de ayuno, porque los Kohanim no bebían en esos días. El rabino Isaac señaló que Levítico 10:8 habla de separar a los levitas "para ministrar a [Dios] y bendecir en el nombre [de Dios]" (y por lo tanto compara el servicio de sacrificio con la bendición). De esto, el rabino Isaac dedujo que, como Levítico 10:9 no prohibía que un sacerdote oficiante comiera las cáscaras de las uvas, un sacerdote que estaba a punto de recitar la Bendición Sacerdotal también podía comer las cáscaras de las uvas.
A Baraita enseñó que tanto los sacerdotes que estaban borrachos con vino como los que se dejaban crecer el cabello estaban expuestos a la muerte. Porque Levítico 10:9 dice: "No bebas vino ni licor, tú ni tus hijos contigo, para que no mueras". Y Ezequiel 44:20–21 yuxtapone la prohibición del cabello largo con la de la embriaguez. Por lo tanto, el Baraita concluyó que así como la embriaguez de un sacerdote durante el servicio era punible con la muerte, también lo era su cabello largo. Por lo tanto, un Baraita enseñó que un sacerdote común tenía que cortarse el cabello cada 30 días, el Sumo Sacerdote cada semana en la víspera del sábado y el rey todos los días.
A Baraita enseñó que los justos son bendecidos, porque no solo adquieren méritos, sino que otorgan méritos a sus hijos y a los hijos de sus hijos hasta el final de todas las generaciones. El Baraita dedujo de las palabras "que quedaron" usadas en Levítico 10:12 para describir a los hijos restantes de Aarón que esos hijos merecían ser quemados como Nadab y Abiú, pero el mérito de Aarón los ayudó a evitar ese destino.
Un Baraita informó que el rabino enseñó que al conferir un honor, comenzamos con la persona más importante, mientras que al conferir una maldición, comenzamos con la menos importante. Levítico 10:12 demuestra que al conferir un honor, comenzamos con la persona más importante, porque cuando Moisés instruyó a Aarón, Eleazar e Itamar que no debían comportarse como dolientes, Moisés habló primero a Aarón y solo después a los hijos de Aarón, Eleazar, e Itamar. Y Genesis 3:14–19 demuestra que al conferir una maldición, comenzamos con la menos importante, porque Dios maldijo primero a la serpiente, y solo después maldijo a Eva y luego a Adán .
La Mishná dedujo de Levítico 10:15 que las porciones de sacrificio, el pecho y el muslo de la ofrenda de paz de un individuo requerían agitarse pero no acercarse al Altar. A Baraita explicó cómo los sacerdotes meceaban la ofrenda. Un sacerdote colocaba las porciones del sacrificio en la palma de su mano, la pechuga y el muslo encima de las porciones del sacrificio, y siempre que había una ofrenda de pan, el pan encima de la pechuga y el muslo. Rav Papa encontró autoridad para la enseñanza de Baraita en Levítico 8:26–27, que establece que colocaron el pan sobre el muslo. Y la Gemara notó que Levítico 10:15 implica que el pecho y el muslo estaban encima de las ofrendas de grasa. Pero la Gemara notó que Levítico 7:30 dice que el sacerdote "traerá la grasa sobre el pecho". Abaye concilió los versos al explicar que Levítico 7:30 se refiere a la forma en que el sacerdote trajo las partes del lugar del sacrificio. Luego, el sacerdote los entregó y los colocó en manos de un segundo sacerdote, quien los renunció. Al señalar además que Levítico 9:20 dice que "pusieron la grasa sobre los pechos", la Guemará dedujo que este segundo sacerdote luego entregó las partes a un tercer sacerdote, quien las quemó. La Guemará concluyó que estos versículos enseñaban que se requerían tres sacerdotes para esta parte del servicio, dando efecto a la enseñanza de Proverbios . "En la multitud de los pueblos está la gloria del rey".

La letra Vav

La Guemará enseñó que los primeros eruditos se llamaban soferim (relacionado con el sentido original de su raíz safar, "contar") porque solían contar todas las letras de la Torá (para garantizar la corrección del texto). Solían decir la vav (ו  en gajón ,גָּחוֹן  "vientre"), en Levítico 11:42 marca el punto medio de las letras de la Torá. (Y en un rollo de la Torá, los escribas escriben que vav (ו  más grande que las letras circundantes. ) Solían decir las palabras darosh darash ,דָּרֹשׁ דָּרַשׁ  "inquirió diligentemente"), en Levítico 10:16 marca el punto medio de las palabras en la Torá. Y solían decir Levítico 13:33 marca el punto medio de los versículos de la Torá. Rav Joseph preguntó si la vav (ו  en gajón ,גָּחוֹן  "vientre"), en Levítico 11:42 pertenecía a la primera mitad o la segunda mitad de la Torá. (Rav Joseph supuso que la Torá contiene un número par de letras. ) Los eruditos respondieron que podían traer un Rollo de la Torá y contar, porque Rabbah bar bar Hanah dijo en una ocasión similar que no se movieron de donde estaban hasta que trajeron un Rollo de la Torá y contaron. Rav Joseph respondió que ellos (en la época de Rabbah bar bar Hanah) estaban completamente versados en la ortografía correcta y completa de las palabras (que se podían deletrear de formas variantes), pero ellos (en la época de Rav Joseph) no lo estaban. De manera similar, Rav Joseph preguntó si Levítico 13:33 pertenece a la primera o a la segunda mitad de los versículos. Abaye respondió que para los versos, al menos, podemos traer un Pergamino y contarlos. Pero Rav Joseph respondió que incluso con versos, ya no podían estar seguros. Porque cuando vino Rav Aha bar Adda (de la Tierra de Israel a Babilonia), dijo que en Occidente (en la Tierra de Israel), dividieron Exodos 19:9 en tres versículos. No obstante, los rabinos enseñaron en una Baraita que hay 5.888 versos en la Torá. (Tenga en cuenta que otros dicen que la letra del medio en nuestro texto actual de la Torá es el alef (א  en hu ,הוּא  "él"), en Levítico 8:28; las dos palabras del medio son el yesod ,אֶל-יְסוֹד  "en la base de"), en Levítico 8:15; el punto medio de los versos de la Torá es Levítico 8:7; y hay 5.846 versos en el texto de la Torá que tenemos hoy. )
La Sifra enseñó que el macho cabrío de la ofrenda por el pecado sobre el cual preguntó Moisés en Levítico 10:16 era el macho cabrío traído por Nachshon ben Aminadav, como se informa en Números 7:12, 16.
La Mishná dedujo de Levítico 10:16–20 que aquellos que se encuentran en la primera etapa del luto ( onen ), antes del entierro de sus muertos, tienen prohibido comer la carne de los sacrificios. De manera similar, la Mishná derivó de 10:16–20 que un Sumo Sacerdote podía ofrecer sacrificios antes de enterrar a sus muertos, pero no podía comer carne de sacrificio. Sin embargo, un sacerdote ordinario en las primeras etapas del duelo no podía ofrecer sacrificios ni comer carne de sacrificio. Rava relató un Baraita que enseñó que la regla de Levítico 13:45 con respecto a alguien con enfermedad de la piel, "el cabello de su cabeza estará suelto", también se aplica a un Sumo Sacerdote. El estado de un Sumo Sacerdote durante todo el año se correspondía con el de cualquier otra persona en un festival (en lo que respecta al duelo). Porque la Mishná decía el Sumo Sacerdote podía traer sacrificios sobre el altar incluso antes de haber enterrado a sus muertos, pero no podía comer carne de sacrificio. De esta restricción de un Sumo Sacerdote, la Guemará infirió que el Sumo Sacerdote se comportaría como una persona con una enfermedad de la piel durante un festival. Y la Gemara continuó enseñando que un doliente tiene prohibido cortarse el cabello, porque desde Levítico 10:6 ordenado para los hijos de Aarón: "No dejen que el cabello de sus cabezas se suelte" (después de la muerte de sus hermanos Nadab y Abihu ), inferimos que cortarse el cabello también está prohibido para todos los demás (durante el duelo).
Un Midrash enseñó que cuando en Levítico 10:16 "Moisés inquirió diligentemente [literalmente: indagando, inquirió] por el macho cabrío de la ofrenda por el pecado", el lenguaje indica que Moisés hizo dos indagaciones: (1) Si los sacerdotes habían sacrificado al macho cabrío de la expiación, ¿por qué no lo habían comido? Y (2) Si los sacerdotes no iban a comerlo, ¿por qué lo sacrificaron? E inmediatamente después, Levítico 10:16 informa que Moisés "se enojó con Eleazar e Itamar", y Midrash enseñó que al enojarse, olvidó la ley. Rav Huna enseñó que este fue uno de los tres casos en los que Moisés perdió los estribos y, como consecuencia, olvidó una ley. (Los otros dos casos fueron con respecto al sábado en Exodo 16:20 y con respecto a la purificación de utensilios de metal inmundos Números 31:14. ) En este caso (que involucra a Nadab y Abiú), a causa de su ira, Moisés olvidó la ley que aquellos en la primera etapa de luto ( onen ), antes del entierro de sus muertos, tienen prohibido comer la carne de sacrificios Aarón le preguntó a Moisés si debía comer alimentos consagrados el día que murieran sus hijos. Aarón argumentó que, dado que el diezmo (que es de menor santidad) está prohibido para ser consumido por una persona en duelo antes del entierro de sus muertos, cuánto más ciertamente debe prohibirse la carne de la ofrenda por el pecado (que es más sagrada). a una persona en duelo antes del entierro de sus muertos. Inmediatamente después de que Moisés escuchó el argumento de Aarón, emitió una proclama a los israelitas, diciendo que había cometido un error con respecto a la ley y Aarón, su hermano, vino y le enseñó. Eleazar e Itamar conocían la ley, pero guardaron silencio por deferencia a Moisés y, como recompensa, Dios se dirigió a ellos directamente junto con Moisés y Aarón e Levíticon 11:1. Cuando Levítico 11:1 informa que "el Señor habló a Moisés y a Aarón, diciéndoles", el rabino Hiyya enseñó que las palabras "a ellos" se referían a Eleazar e Itamar.
De manera similar, el rabino Nehemías dedujo de Levítico 10:19 que la ofrenda por el pecado de Aarón se quemaba (y los sacerdotes no la comían) porque Aarón y sus hijos restantes (los sacerdotes) estaban en las primeras etapas del duelo y, por lo tanto, descalificado de comer sacrificios.
Un erudito que estaba estudiando con el rabino Samuel bar Najmani dijo en el nombre del rabino Joshua ben Levi que las palabras, "y he aquí, estaba quemado", en Levítico 10:16 enseñaban que donde un sacerdote traía desde el exterior por error la sangre de un ofrenda por el pecado en el Santuario interior, los sacerdotes tenían que quemar el resto de la ofrenda. De manera similar, el rabino José el Galileo dedujo de las palabras: "He aquí, su sangre no se llevaba dentro del Santuario", en Levítico 10:18, que si un sacerdote tomaba el sacrificio fuera de los límites prescritos o tomaba su sangre dentro del Santuario, los sacerdotes estaban obligados a quemar el resto del sacrificio.
Los rabinos en un Baraita notaron los tres usos de la palabra "mandó" en Levítico 10:12–13, 10:14–15, y 10:16–18, en relación con los sacrificios en el octavo día de la inauguración del Tabernáculo, el día en que murieron Nadab y Abiú. Los rabinos enseñaron que Moisés dijo "como el Señor ordenó" en Levítico 10:13 para instruir que el sacerdote debía comer la ofrenda de grano ( minjá ), aunque estuvieran en la etapa más temprana de duelo. Los rabinos enseñaron que Moisés dijo "como yo mandé" en Levítico 10:18 en relación con la ofrenda por el pecado ( jatat) en el momento en que Nadab y Abiú murieron. Y los rabinos enseñaron que Moisés dijo "como el Señor ordenó" en Levítico 10:15 ordenar a Aarón y a los sacerdotes que comieran la ofrenda de paz ( shelamim ) a pesar de su luto (y la corrección de Aarón a Moisés en Levítico 10:19 ), no solo porque Moisés lo dijo por su propia autoridad, sino porque Dios lo había ordenado.

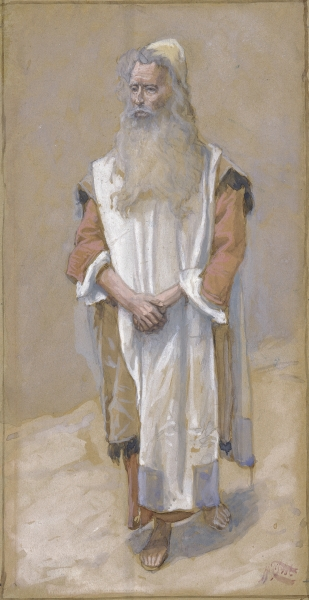
Moisés (acuarela hacia 1896-1902 de James Tissot)

Samuel enseñó que la interpretación de que Aarón no debería haber comido la ofrenda estaba de acuerdo con el rabino Nehemías, mientras que la otra interpretación de que Aarón debería haber comido la ofrenda estaba de acuerdo con el rabino Judá y el rabino Simeón. El rabino Nehemías argumentó que quemaron la ofrenda porque los sacerdotes estaban en las primeras etapas del duelo. El rabino Judah y el rabino Simeon sostuvieron que lo quemaron porque la ofrenda se había contaminado durante el día, no por el duelo. El rabino Judah y el rabino Simeon argumentaron que si era por duelo, deberían haber quemado las tres ofrendas por el pecado que trajeron ese día. Alternativamente, el rabino Judah y el rabino Simeon argumentaron que el sacerdote habría estado en condiciones de comer los sacrificios después del atardecer. Alternativamente, el rabino Judah y el rabino Simeon argumentaron que Pinehas estaba vivo y no estaba restringido por la ley del duelo.
Según el rabino Nehemías, así fue el intercambio: Moisés le preguntó a Aarón por qué no había comido el sacrificio. Moisés le preguntó a Aarón si tal vez la sangre del sacrificio había entrado en el santuario interior, pero Aarón respondió que su sangre no había entrado en el santuario interior. Moisés le preguntó a Aarón si tal vez la sangre había pasado fuera del patio del santuario, pero Aarón respondió que no. Moisés le preguntó a Aarón si tal vez los sacerdotes la habían ofrecido en duelo, y por lo tanto descalificaron la ofrenda, pero Aarón respondió que sus hijos no la habían ofrecido, sino Aarón. Entonces Moisés exclamó que Aarón ciertamente debería haberlo comido, como Moisés había ordenado en Levítico 10:18 que deberían comerlo en su duelo. Aarón respondió con Levítico 10:19 y argumentó que quizás lo que Moisés había escuchado era que estaba permitido que los que estaban de luto comieran los sacrificios especiales para la inauguración del Tabernáculo, pero no los sacrificios continuos regulares. Porque si Deuteronomio 26:14 instruye que el diezmo, que es de menor santidad, no se puede comer en duelo, cuánto más esa prohibición debe aplicarse a sacrificios como la ofrenda por el pecado que son más santos. Cuando Moisés escuchó ese argumento, respondió con Levítico 10:20 que le agradaba y admitió su error. Moisés no buscó excusarse diciendo que no había oído la ley de Dios, sino que admitió que la había oído y la olvidó.
Según el rabino Judah y el rabino Simeón, así fue el intercambio: Moisés le preguntó a Aarón por qué no había comido, sugiriendo las posibilidades de que la sangre hubiera entrado en el santuario más recóndito o fuera del patio o se hubiera contaminado al ser ofrecida por sus hijos, y Aarón dijo que no. Entonces Moisés preguntó si tal vez Aarón había sido negligente a través de su dolor y permitió que el sacrificio se contaminara, pero Aarón exclamó con Levítico 10:19 que estos eventos y aún más podrían haberle sucedido, pero Aarón no mostraría tal falta de respeto a los sacrificios. Entonces Moisés exclamó que Aarón ciertamente debería haberlo comido, como Moisés había ordenado en Levítico 10:18. Aarón argumentó por analogía con el diezmo (como en la versión del rabino Nehemías), y Moisés aceptó el argumento de Aarón. Pero Moisés argumentó que los sacerdotes deberían haber guardado la carne del sacrificio y comido en la noche. Y a eso Aarón respondió que la carne se había contaminado accidentalmente después del sacrificio.

### Levítico capítulo 11
Tractate Chullin en la Mishná, Tosefta y el Talmud de Babilonia interpretó las leyes de kashrut (כַּשְׁרוּת  en Levítico 11 y Deuteronomio 14:3–21.
Al leer Levítico 11:1, un Midrash enseñó que en 18 versículos, las Escrituras colocan a Moisés y Aarón (los instrumentos de la liberación de Israel) en pie de igualdad (informando que Dios les habló a ambos por igual),  y por lo tanto hay 18 bendiciones en la Amidá .
Un Midrash enseñó que Adán ofreció un buey como sacrificio, anticipando las leyes de los animales limpios en 11:1–8 y 14:4–6.
Rav Hisda preguntó cómo sabía Noé (antes de la entrega de Levítico 11 o 14:3–21 ) qué animales estaban limpios y cuáles no. Rav Hisda explicó que Noé los condujo más allá del Arca, y aquellos que el Arca aceptó (en múltiplos de siete) ciertamente estaban limpios, y aquellos que el Arca rechazó ciertamente estaban impuros. El rabino Abbahu citó Genesis 7:16, "Y los que entraron, entraron macho y hembra", para mostrar que entraron por su propia voluntad (en sus respectivas parejas, siete de los limpios y dos de los inmundos).
El rabino Tanhum ben Hanilai comparó las leyes de kashrut con el caso de un médico que fue a visitar a dos pacientes, uno a quien el médico consideró que viviría y el otro a quien el médico consideró que moriría. Al que iba a vivir, el médico le dio órdenes sobre qué comer y qué no comer. Por otro lado, el médico le dijo al que iba a morir que comiera lo que el paciente quisiera. Así, a las naciones que no estaban destinadas a vivir en el Mundo Venidero, Dios dijo en Genesis 9:3, "Todo lo que se mueve y tiene vida os servirá de alimento". Pero a Israel, a quien Dios había destinado para la vida en el Mundo Venidero, Dios le dijo en Levítico 11:2, "Estas son las cosas vivas que podréis comer".
Rav razonó que dado que Proverbios 30:5 enseña que "Toda palabra de Dios es pura", entonces los preceptos de kashrut se dieron con el propósito expreso de purificar a la humanidad.
Leyendo  Levítico 18:4, "Mis ordenanzas (מִשְׁפָּטַי mishpatai ) haréis, y Mis estatutos (חֻקֹּתַי jukotai ) deberás guardarlas", Sifra distinguió "ordenanzas" (מִשְׁפָּטִים mishpatim ) de "estatutos" (חֻקִּים jukim ). El término "ordenanzas" (מִשְׁפָּטִים mishpatim ), enseñó el Sifra, se refiere a reglas que incluso si no hubieran sido escritas en la Torá, hubiera sido completamente lógico escribirlas, como leyes relacionadas con el robo, la inmoralidad sexual, la idolatría, la blasfemia y el asesinato. El término "estatutos" (חֻקִּים jukim ), enseñó el Sifra, se refiere a aquellas reglas que el impulso de hacer el mal (יצר הרע yetzer hara ) y las naciones del mundo tratan de socavar, como comer carne de cerdo (prohibido por Levítico 11:7 y Deuteronomio 14:7–8 ), vestir mezclas de lana y lino (שַׁעַטְנֵז shatnez, prohibido por Levítico 19:19 y Deuteronomio 22:11 ), liberación del matrimonio por levirato (חליצה jalitzah, ordenado por Deuteronomio 25:5–10 ), purificación de una persona afectada por una enfermedad de la piel (מְּצֹרָע metzora, regulado en Levítico 13–14 ), y el macho cabrío enviado al desierto (el " chivo expiatorio ", regulado en Levítico 16 ). Con respecto a estos, enseñó el Sifra, la Torá dice simplemente que Dios los legisló y no tenemos derecho a plantear dudas sobre ellos.
El rabino Eleazar ben Azariah enseñó que las personas no deben decir que no quieren usar una mezcla de lana y lino (שַׁעַטְנֵז shatnez, prohibido por Levítico 19:19 y Deuteronomio 22:11 ), comer cerdo (prohibido por Levítico 11:7 y Deuteronomio 14:7–8 ), o tener relaciones íntimas con parejas prohibidas (prohibido por Levítico 18 y 20 ), sino más bien deberían decir que les encantaría, pero Dios ha decretado que no lo hagan. Porque en Levítico 20:26, Dios dice: "Os he apartado de las naciones para que seáis míos". Así que uno debe separarse de la transgresión y aceptar el gobierno del Cielo.
El rabino Berekiah dijo en nombre del rabino Isaac que en el tiempo venidero, Dios hará un banquete para los siervos justos de Dios, y para quien no haya comido carne de un animal que murió de otra manera que no sea mediante el sacrificio ritual (נְבֵלָה neveilah, prohibido por Levítico 17:1–4 ) en este mundo tendrá el privilegio de disfrutarlo en el Mundo Venidero. Esto se indica en Levítico 7:24, que dice: "Y la grasa de lo que muere por sí mismo (נְבֵלָה neveilah ) y la grasa de lo que es desgarrado por las bestias (טְרֵפָה tereifah ), puede usarse para cualquier otro servicio, pero no lo comerás", para que uno pueda comerlo en el Tiempo Venidero. (Por el actual autocontrol de uno, uno podría merecer participar del banquete en el Más Allá. ) Por esta razón, Moisés amonestó a los israelitas en Levítico 11:2, "Este es el animal que comeréis".
Al proporcionar una excepción a las leyes de kashrut en  Levítico 11 y Deuteronomio 14:3–21, Rabin dijo en nombre del rabino Johanan que uno puede curarse con todas las cosas prohibidas, excepto la idolatría, el incesto y el asesinato.

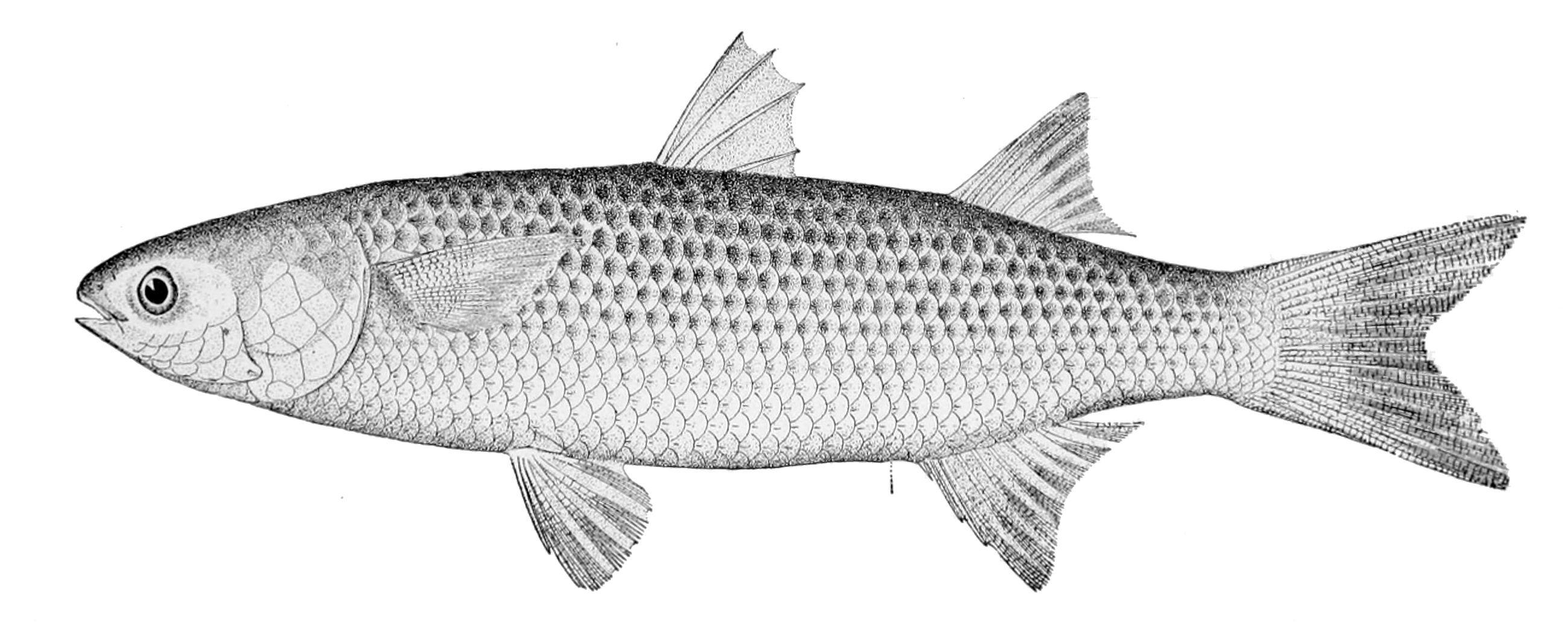
El salmonete (ilustración de 1887 de The Fisheries and Fisheries Industries of the United States de George Brown Goode)

Un Midrash interpretó el Salmo 146:7, "El Señor suelta a los prisioneros", para leer: "El Señor permite lo prohibido", y así enseñar que lo que Dios prohibió en un caso, Dios lo permitió en otro. Dios prohibió la grasa abdominal del ganado (en Levítico 3:3 ), pero la permitió en el caso de las bestias. Dios prohibió consumir el nervio ciático en los animales (en Genesis 32:33 ), pero lo permitió en las aves. Dios prohibió comer carne sin una matanza ritual (en  Levítico 17:1–4 ), pero lo permitió para el pescado. De manera similar, el rabino Abba y el rabino Jonathan en nombre del rabino Levi enseñaron que Dios permitió más cosas de las que Dios prohibió. Por ejemplo, Dios contrarrestó la prohibición del cerdo (en  Levítico 11:7 y Deuteronomio 14:7–8 ) al permitir el salmonete (que algunos dicen que sabe a cerdo).
Al leer Levítico 11:2, " Estos son los seres vivos que podéis comer", la Sifra enseñó que el uso de la palabra "estos" indica que Moisés levantaría un animal y se lo mostraría a los israelitas, y les diría: "Esto puedes comer", y "Esto no puedes comer".
La Mishná señaló que la Torá establece (en Levítico 11:3 y Deuteronomio 14:6 ) las características de los animales domésticos y salvajes (por las cuales uno puede saber si están limpios). La Mishná señaló que la Torá no establece de manera similar las características de las aves, pero los sabios enseñaron que cada ave que se apodera de su presa es impura. Cada ave que tiene un dedo adicional (un hallux ), un buche y una molleja que se puede quitar está limpia. El rabino Eliezer, hijo del rabino Sadoc, enseñó que toda ave que separa los dedos de las patas (de manera uniforme) es impura. La Mishná enseñó que entre las langostas, todas las que tienen cuatro patas, cuatro alas, patas articuladas (como en Levítico 11:21 ) y alas que cubren la mayor parte del cuerpo están limpias. El rabino José enseñó que también debe llevar el nombre de "langosta". La Mishná enseñó que entre los peces, todos los que tienen aletas y escamas están limpios. El rabino Judah dijo que debe tener (al menos) dos escamas y una aleta (para estar limpio). Las escamas son aquellas (discos delgados) que se adhieren al pez, y las aletas son aquellas (alas) por las que nada.
Leyendo Levítico 11:3, “Todo lo que . . . rumia, entre las bestias, para que podáis comer”, la Tosefta enseñó que todo lo que rumia no tiene dientes superiores.
La Mishná enseñó que los cazadores de animales salvajes, pájaros y peces, que se encontraron con animales que Levítico 11 definió como inmundos, podían venderlos. El rabino Judah enseñó que una persona que se topara por casualidad con tales animales por accidente podía comprarlos o venderlos, siempre que la persona no hiciera un comercio regular con ellos. Pero los sabios no lo permitieron.
Rav Shaman bar Abba dijo en nombre de Rav Idi bar Idi bar Gershom quien lo dijo en nombre de Levi bar Perata quien lo dijo en nombre de Rabbi Nahum quien lo dijo en nombre de Rabbi Biraim quien lo dijo en nombre de cierto anciano llamado rabino Jacob que los de la casa de Nasi enseñaban que (cocinar) un huevo prohibido entre 60 huevos (permitidos) los hace todos prohibidos, (pero cocinar) un huevo prohibido entre 61 huevos (permitidos) los hace todos permitido. El rabino Zera cuestionó el fallo, pero la Guemará citó el fallo definitivo: Se afirmó que el rabino Helbo dijo en nombre de Rav Huna que con respecto a un huevo (prohibido) (cocinado con los permitidos), si hay 60 además del ( prohibido) uno, están (todos) prohibidos, pero si hay 61 además del (prohibido), están permitidos.

El cerdo (dibujo de 2010 de Mariana Ruiz Villarreal)

La Mishná enseñó la regla general de que dondequiera que el sabor de un alimento prohibido produzca beneficio, está prohibido, pero dondequiera que el sabor de un alimento prohibido no produzca benefisdcio, está permitido. Por ejemplo, si el vinagre (prohibido) cayera en frijoles partidos (está permitido).
Al leer Levítico 11:7, "el cerdo, porque tiene pezuñas partidas y patas hendidas, pero no rumia, es inmundo para ti", un Midrash comparó al cerdo con el Imperio Romano . Así como el cerdo al recostarse saca las pezuñas como diciendo: "Mira que estoy limpio", así también el Imperio Romano se jactaba (de sus virtudes) al cometer violencia y robo con el pretexto de establecer la justicia. El Midrash comparó al Imperio Romano con un gobernador que dio muerte a los ladrones, adúlteros y hechiceros, y luego se inclinó hacia un consejero y dijo: "Yo mismo hice estas tres cosas en una noche".

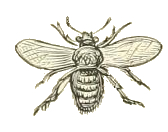
La abeja (dibujo de 1882)

La Guemará informó la enseñanza de los Sabios de que la miel de abejas está permitida, porque las abejas traen el néctar de las flores a su cuerpo, pero no lo excretan de su cuerpo. La Guemará respondió que Rav Sheshet enseñó (de acuerdo con la opinión del rabino Jacob) que Dios permite la miel como una excepción al principio de que una sustancia que emerge de un animal no kosher no es kosher. Porque en una Baraita, el rabino Jacob leyó las palabras de 11:21, "Sin embargo, estos pueden comer de todas las criaturas aladas", y razonó que la palabra "estos" indica que puede comer estos, pero no puede comer una criatura alada no kosher. La Guemará preguntó por qué era necesaria esta inferencia, ya que 11:20 establece explícitamente la prohibición de comer una criatura alada no kosher, diciendo: "Todas las criaturas aladas que andan a cuatro patas son una repugnancia para ti". Más bien, enseñó la Guemará, uno debe entender que la inferencia significa que uno no puede comer una criatura alada no kosher, pero puede comer lo que una criatura alada no kosher descarga de su cuerpo, es decir, la miel de abejas.
Al leer Levítico 11:29–38, la Mishná comparó la sangre humana con la sangre de animales domésticos en un aspecto y con la sangre de reptiles en otro aspecto. La Mishná señaló que la sangre humana es como la sangre de los animales en el sentido de que hace que las semillas sean susceptibles a la impureza (en virtud de Levítico 11:34–38 ) y como la sangre de los reptiles en el sentido de que una no estaría sujeta a extirpación (כרת karet ) a causa de consumirlo. ( Leívtico 7:26 prohíbe consumir la sangre de los animales, pero no la sangre de los reptiles. )
La Gemara notó la paradoja de que la leche materna es kosher a pesar de que es un producto de la sangre de la madre, que no es kosher. En explicación, la Guemará citó Job 14:4: “¿Quién puede sacar una cosa pura de una impura? ¿No es el Uno? Porque Dios puede sacar una cosa pura, como la leche, de una cosa impura, como la sangre.
El día en que el rabino Eleazar ben Azariah desplazó al rabino Gamaliel II como director de la escuela, el rabino Akiva expuso las palabras de Levítico 11:33, "y toda vasija de barro en la que caiga cualquiera de ellos, todo lo que esté en ella será inmundo".  El rabino Akiva señaló que Levítico 11:33 no dice "es inmundo", sino "hará que otros sean inmundos". Rabí Akiva dedujo de esto que un pan que es impuro en segundo grado (cuando, por ejemplo, el recipiente se vuelve impuro primero y luego contamina el pan en él), puede hacer que cualquier cosa con la que entre en contacto sea impura en tercer grado. El rabino Joshua preguntó quién quitaría el polvo de los ojos de Rabino Johanan ben Zakai (para que pudiera escuchar esta prueba maravillosa), ya que Rabban Johanan ben Zakai dijo que otra generación declararía limpio un pan que era impuro en tercer grado en el tercer grado, motivo de que no hay ningún texto en la Torá según el cual sería impuro. El rabino Joshua señaló que el rabino Akiva, el descendiente intelectual de Rabban Johanan ben Zakai (como el rabino Akiva fue alumno del rabino Eliezer ben Hurcanus, un discípulo de Rabban Johanan ben Zakai), adujo un texto en la Torá, Levítico 11:33, según que tal pan era inmundo.
La Mishná enseñó que la esposa de alguien que observa escrupulosamente los diezmos y las leyes de pureza (un javer ) puede prestar un cedazo y un tamiz a la esposa de alguien que no observa los diezmos y las leyes de pureza (un am ha-aretz ), y puede clasificar, triturar y tamizar con ella. Pero una vez que moja la harina y por lo tanto la hace sujeta a la inmundicia según Levítico 11:34, no puede tocarla, como no se puede ayudar a los transgresores. La Mishná enseñó que esta enseñanza se dijo solo por el bien de la paz.
La Guemará informó que los Sabios leyeron las palabras de  Levítico 11:44, "Santifíquense y serán santificados", para enseñar que las personas que se santifican un poco son santificadas y asistidas en gran medida. Si la gente se santifica abajo, entonces se santifica arriba. Si las personas se santifican a sí mismas en este mundo, entonces serán santificadas en el Mundo Venidero.

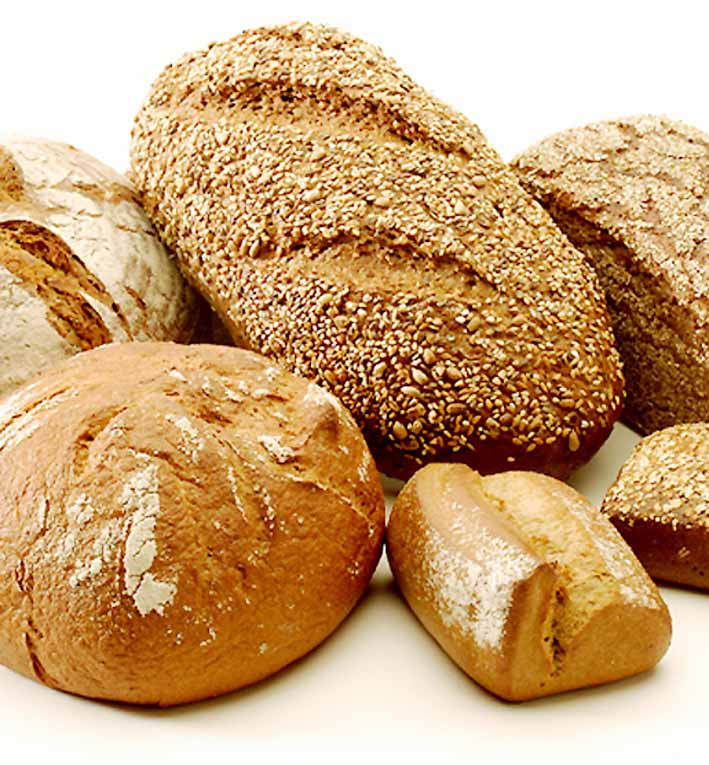
Muchos judíos dicen Birkat Hamazon después de comer una comida que incluye pan.

Rav Naḥman bar Isaac informó una Baraita: Rav Judah dijo que Rav dijo (o algunos dicen que se enseñó en una Baraita) que las palabras de Levítico 11:44 aluden a los pasos que uno toma en una comida. "Santificaos" alude a las primeras aguas con las que uno se lava las manos antes de una comida; "sed santos" alude a las últimas aguas con las que uno se lava las manos después de una comida y antes de recitar la Gracia después de las comidas (בִרְכַת הַמָזוֹן Birkat Hamazon ); "porque yo soy santo" alude al aceite que se unta en las manos; y "Yo soy el Señor tu Dios" alude a la Gracia después de las Comidas.
La Guemará consideró si las palabras de Levítico 11:44, "Santificaos, pues, y sed sagrados", que se aplican a evitar los alimentos prohibidos en Levítico 11, también podrían enseñar que con respecto a cada acto que prohíbe la Torá, hay en además un mandamiento positivo de santidad para evitar ese acto. La Guemará objetó que si esto fuera así, entonces cada prohibición individual en toda la Torá contendría tanto un mandamiento positivo como una prohibición, y por lo tanto rechazó este razonamiento.
Al leer las palabras de Moisés en Levítico 9:4, "hoy el Señor se te aparecerá", Ibn Ezra enseñó que Moisés se refería al fuego que salió de Dios.

## Mandamientos
Según Sefer ha-Jinuch, hay 6 mandamientos positivos y 11 negativos en la parashá:
- Un Kohen no debe entrar al Templo con cabello largo.[138]
- Un Kohen no debe entrar al Templo con la ropa rota.[138]
- Un Kohen no debe abandonar el Templo durante el servicio.[139]
- Un Kohen no debe entrar al Templo intoxicado.[140]
- Examinar las señales de los animales para distinguir entre kosher y no kosher.[141]
- No comer animales no kosher[142]
- Examinar las señales del pescado para distinguir entre kosher y no kosher[143]
- No comer pescado no kosher[144]
- No comer aves no kosher[145]
- Examinar las señales de  la langostas para distinguir entre kosher y no kosher[146]
- Observar las leyes de impureza provocadas por los ocho insectos[147]
- Observar las leyes de impureza relativas a los alimentos líquidos y sólidos[148]
- Observar las leyes de la impureza causada por una bestia muerta[149]
- No comer criaturas no kosher que se arrastran por la tierra[150]
- No comer gusanos que se encuentran en la fruta[151]
- No comer criaturas que viven en el agua que no sean peces[152]
- No comer gusanos no kosher[153]

## haftará

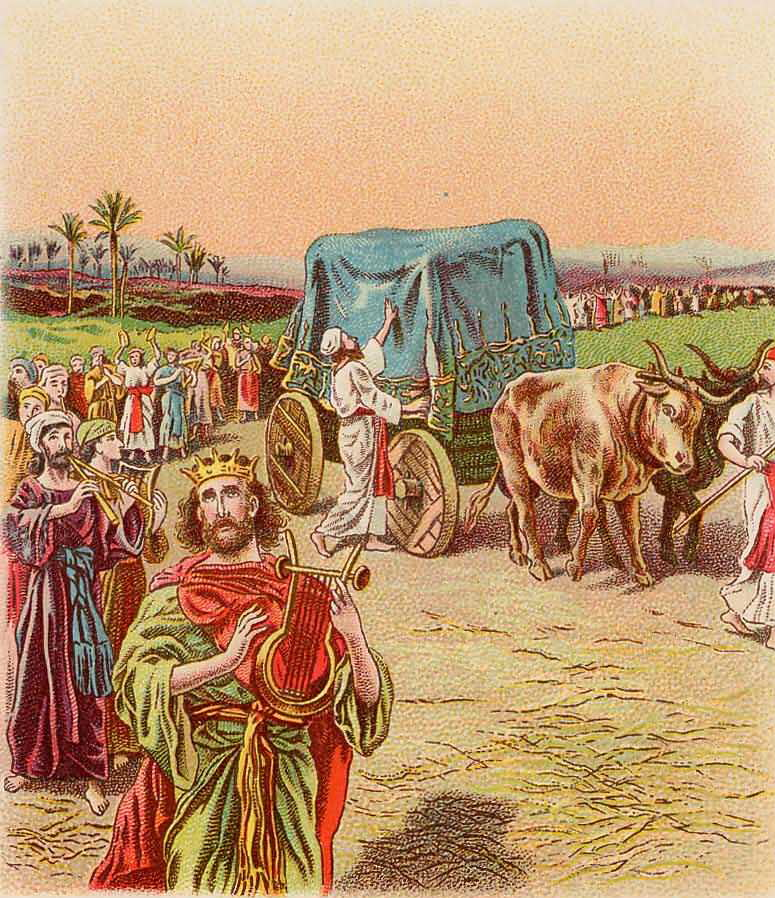
El arca traída a Jerusalén (ilustración de una tarjeta bíblica publicada en 1896 por Providence Lithograph Company)

### En general
La haftará para la parashá es:
- para los judíos Ashkenazi : 6:1–7:17
- para los judíos sefardíes : 6:1–19

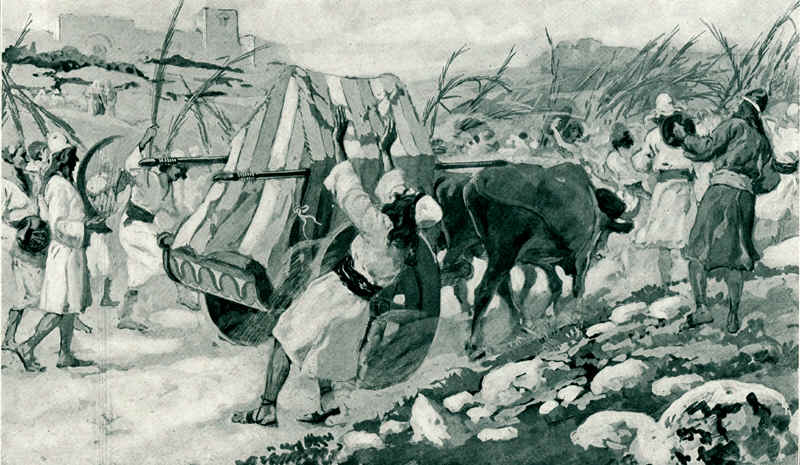
El castigo de Uzzah (acuarela alrededor de 1896-1902 de James Tissot)

1. ↑  «Torah Stats — VaYikra». Akhlah Inc. Archivado desde el original el 21 de septiembre de 2018. Consultado el 30 de marzo de 2013.
2. ↑  «Parashat Shmini». Hebcal. Consultado el 25 de marzo de 2015.
3. ↑  See Hebcal Jewish Calendar and compare results for Israel and the Diaspora.
4. ↑  See, e.g., Menachem Davis, editor, The Schottenstein Edition Interlinear Chumash: Vayikra/Levítico (Brooklyn: Mesorah Publications, 2008), pages 52–73.
5. ↑  9:1–4.
6. ↑  9:5.
7. ↑  9:8–16.
8. ↑  9:17–21.
9. ↑  9:22.
10. 1 2  9:23.
11. ↑  9:24.
12. ↑  10:1.
13. ↑  10:2.
14. ↑  10:3.
15. ↑  10:4.
16. ↑  10:6–7.
17. ↑  10:8–11.
18. ↑  10:12–13.
19. ↑  10:14.
20. ↑  10:16–18.
21. ↑  10:19.
22. ↑  10:20.
23. ↑  11.
24. ↑  11:45 Mechon-Mamre.org
25. ↑  11:42 Mechon-Mamre.org
26. ↑  See, e.g., Richard Eisenberg, "A Complete Triennial Cycle for Reading the Torah," in Proceedings of the Committee on Jewish Law and Standards of the Conservative Movement: 1986–1990 (New York: The Rabbinical Assembly, 2001), pages 383–418.
27. ↑  For more on inner-Biblical interpretation, see, e.g., Benjamin D. Sommer, "Inner-biblical Interpretation," in Adele Berlin and Marc Zvi Brettler, editors, The Jewish Study Bible: Second Edition (New York: Oxford University Press, 2014), pages 1835–41.
28. ↑  Gordon J. Wenham, The Book of Levítico (Grand Rapids, Michigan: William B. Eerdmans Publishing Company, 1979), page 130.
29. ↑  See generally Walter C. Kaiser Jr., "The Book of Levítico," in The New Interpreter's Bible (Nashville: Abingdon Press, 1994), volume 1, page 1067.
30. ↑  James L. Kugel, How To Read the Bible: A Guide to Scripture, Then and Now (New York: Free Press, 2007), page 327.
31. ↑  See Samuel E. Balentine, Levítico: Interpretation: A Bible Commentary for Teaching and Preaching (Louisville, Kentucky: John Knox Press, 2002), page 85.
32. ↑  For more on early nonrabbinic interpretation, see, e.g., Esther Eshel, "Early Nonrabbinic Interpretation," in Adele Berlin and Marc Zvi Brettler, editors, The Jewish Study Bible: Second Edition, pages 1841–59.
33. ↑  On Dreams 2:9:67 (Alexandria, Egypt, early 1st century CE), in, e.g., The Works of Philo: Complete and Unabridged, New Updated Edition, translated by Charles Duke Yonge (Peabody, Massachusetts: Hendrickson Publishers, 1993), page 392.
34. ↑  On Flight and Finding 11:59, in, e.g., The Works of Philo: Complete and Unabridged, New Updated Edition, translated by Charles Duke Yonge, page 326.
35. ↑  Letter of Aristeas 151–52 (Alexandria, 3rd–1st century BCE), translated by R.J.H. Shutt, in James H. Charlesworth, editor, The Old Testament Pseudepigrapha: Volume 2: Expansions of the "Old Testament" and Legends, Wisdom and Philosophical Literature, Prayers, Psalms, and Odes, Fragments of Lost Judeo-Hellenistic works (New York: Anchor Bible, 1985), pages 22–23.
36. ↑  Isaiah M. Gafni, Beginnings of Judaism (Chantilly, Virginia: The Great Courses, 2008), part 1, chapter 9.
37. ↑  For more on classical rabbinic interpretation, see, e.g., Yaakov Elman, "Classical Rabbinic Interpretation," in Adele Berlin and Marc Zvi Brettler, editors, The Jewish Study Bible: Second Edition, pages 1859–78.
38. ↑  Babylonian Talmud Gittin 60a (Babylonia, 6th century), in, e.g., Talmud Bavli, elucidated by Yitzchok Isbee and Mordechai Kuber, edited by Yisroel Simcha Schorr (Brooklyn: Mesorah Publications, 1993), volume 35, page 60a3 and note 31.
39. ↑  Ecclesiastes Rabbah 1:11 § 1 (1:31) (6th–8th centuries), in, e.g., Midrash Rabbah: Ruth/Ecclesiastes, translated by Maurice Simon (London: Soncino Press, 1939), volume 8, page 37.
40. ↑  Numbers Rabbah 14:21, in, e.g., Midrash Rabbah: Numbers, translated by Judah J. Slotki, volume 6, pages 635–36.
41. ↑  Levítico Rabbah 11:6 (Land of Israel, 5th century), in, e.g., Midrash Rabbah: Levítico, translated by Harry Freedman and Maurice Simon (London: Soncino Press, 1939), volume 4, pages 141–43; Song of Songs Rabbah 1:7 § 3 (1:44 or 45) (6th–7th centuries), in, e.g., Midrash Rabbah: Song of Songs, translated by Maurice Simon (London: Soncino Press, 1939), volume 9, pages 65–66.
42. ↑  Babylonian Talmud Yoma 4a, in, e.g., Koren Talmud Bavli: Yoma, commentary by Adin Even-Israel (Steinsaltz) (Jerusalem: Koren Publishers, 2013), volume 9, page 15.
43. ↑  Jerusalem Talmud Moed Katan 17a (Tiberias, Land of Israel, circa 400 CE), in, e.g., Talmud Yerushalmi, elucidated by Chaim Ochs, Avrohom Neuberger, Mordechai Smilowitz, and Mendy Wachsman, edited by Chaim Malinowitz, Yisroel Simcha Schorr, and Mordechai Marcus (Brooklyn: Mesorah Publications, 2012), volume 28, page 17a3–4.
44. ↑  Midrash Tanhuma Shemini 1 (6th–7th century), in, e.g., Metsudah Midrash Tanchuma, translated and annotated by Avraham Davis, edited by Yaakov Y.H. Pupko (Monsey, New York: Eastern Book Press, 2006), volume 5, pages 135–37.
45. ↑  Éxodo Rabbah 5:12 (10th century), in, e.g., Midrash Rabbah: Éxodo, translated by Simon M. Lehrman (London: Soncino Press, 1939), volume 3, page 91.
46. ↑  Babylonian Talmud Shabbat 87b, in, e.g., Talmud Bavli: Tractate Shabbos: Volume 3, elucidated by Yosef Asher Weiss, Michoel Weiner, Asher Dicker, Abba Zvi Naiman, Yosef Davis, and Israel Schneider, edited by Yisroel Simcha Schorr (Brooklyn: Mesorah Publications, 1996), volume 5, page 87a; see also Sifra Shemini Mekhilta deMiluim 99:1:3 (Land of Israel, 4th century CE), in, e.g., Sifra: An Analytical Translation, translated by Jacob Neusner (Atlanta: Scholars Press, 1988), volume 2, pages 124–25.
47. ↑  See 1:1–5.
48. ↑  See 7:10–17.
49. ↑  See 9:1–21.
50. ↑  See 9:24.
51. ↑  See 25:8.
52. ↑  See 9:22, employing the blessing prescribed by 6:22–27.
53. ↑  See 17:3–4.
54. ↑  See 12:2.
55. 1 2  Babylonian Talmud Yoma 3a, in, e.g., Talmud Bavli, elucidated by Abba Zvi Naiman, Michoel Weiner, Yosef Widroff, Moshe Zev Einhorn, Israel Schneider, and Zev Meisels, edited by Yisroel Simcha Schorr and Chaim Malinowitz (Brooklyn: Mesorah Publications, 1998), volume 13, page 3a2.
56. ↑  Babylonian Talmud Yoma 3a, in, e.g., Talmud Bavli, elucidated by Abba Zvi Naiman, Michoel Weiner, Yosef Widroff, Moshe Zev Einhorn, Israel Schneider, and Zev Meisels, edited by Yisroel Simcha Schorr and Chaim Malinowitz, volume 13, page 3b1.
57. ↑  Babylonian Talmud Yoma 3a, in, e.g., Talmud Bavli, elucidated by Abba Zvi Naiman, Michoel Weiner, Yosef Widroff, Moshe Zev Einhorn, Israel Schneider, and Zev Meisels, edited by Yisroel Simcha Schorr and Chaim Malinowitz, volume 13, page 3a1.
58. ↑  Éxodo Rabbah 38:3, in, e.g., Midrash Rabbah: Éxodo, translated by Simon M. Lehrman, volume 3, page 448.
59. ↑  Levítico Rabbah 11:6, in, e.g., Midrash Rabbah: Levítico, translated by Harry Freedman and Maurice Simon, volume 4, pages 141–42.
60. ↑  Genesis Rabbah 48:5, in, e.g., Midrash Rabbah: Genesis, translated by Harry Freedman and Maurice Simon, volume 1, page 407.
61. ↑  Genesis Rabbah 82:2, in, e.g., Midrash Rabbah: Genesis, translated by Harry Freedman and Maurice Simon, volume 2, page 752.
62. ↑  Babylonian Talmud Menachot 59a, in, e.g., Talmud Bavli, elucidated by Eliezer Herzka, Michoel Weiner, Avrohom Neuberger, Dovid Arye Kaufman, and Asher Septimus, edited by Yisroel Simcha Schorr and Chaim Malinowitz (Brooklyn: Mesorah Publications, 2002), volume 59, page 59a2.
63. ↑  Babylonian Talmud Beitzah 20a, in, e.g., Talmud Bavli, elucidated by Yisroel Reisman, edited by Hersh Goldwurm (Brooklyn: Mesorah Publications, 1991), volume 17, page 20a1.
64. ↑  Tosefta Parah 1:5 (Land of Israel, circa 250 CE), in, e.g., The Tosefta: Translated from the Hebrew, with a New Introduction, translated by Jacob Neusner (Peabody, Massachusetts: Hendrickson Publishers, 2002), volume 2, page 1746.
65. ↑  Sifra Shemini Mekhilta deMiluim 99:4:3, in, e.g., Sifra: An Analytical Translation, translated by Jacob Neusner, volume 2, page 133.
66. ↑  Sifra Shemini Mekhilta deMiluim 99:5:1, in, e.g., Sifra: An Analytical Translation, translated by Jacob Neusner, volume 2, page 133.
67. ↑  Pirke De-Rabbi Eliezer, chapter 53 (early 9th century), in, e.g., Pirke de Rabbi Eliezer, translated and annotated by Gerald Friedlander (London, 1916. New York: Hermon Press, 1970), pages 429–30.
68. ↑  Sifra Shemini Mekhilta deMiluim 99:5:4, in, e.g., Sifra: An Analytical Translation, translated by Jacob Neusner, volume 2, page 134.
69. 1 2 3  Numbers Rabbah 2:23, in, e.g., Midrash Rabbah: Numbers, translated by Judah J. Slotki, volume 5.
70. ↑  Sifra Shemini Mekhilta deMiluim 99:5:6, in, e.g., Sifra: An Analytical Translation, translated by Jacob Neusner, volume 2, page 135.
71. ↑  Babylonian Talmud Sanhedrin 52a, in, e.g., Talmud Bavli, elucidated by Michoel Weiner and Asher Dicker, edited by Yisroel Simcha Schorr and Chaim Malinowitz (Brooklyn: Mesorah Publications, 1994), volume 48, page 52a.
72. ↑  Sifra Shemini Mekhilta deMiluim 99:5:7, in, e.g., Sifra: An Analytical Translation, translated by Jacob Neusner, volume 2, page 135; Babylonian Talmud Sanhedrin 52a, in, e.g., Talmud Bavli, elucidated by Michoel Weiner and Asher Dicker, edited by Yisroel Simcha Schorr and Chaim Malinowitz, volume 48, page 52a.
73. ↑  Levítico Rabbah 20:8, in, e.g., Midrash Rabbah: Levítico, translated by Harry Freedman and Maurice Simon, volume 4, page 259; see also Numbers Rabbah 2:23, in, e.g., Midrash Rabbah: Numbers, translated by Judah J. Slotki, volume 5.
74. ↑  Levítico Rabbah 20:9, in, e.g., Midrash Rabbah: Levítico, translated by Harry Freedman and Maurice Simon, volume 4, pages 259–60.
75. ↑  Levítico Rabbah 20:10, in, e.g., Midrash Rabbah: Levítico, translated by Harry Freedman and Maurice Simon, volume 4, page 260.
76. ↑  Babylonian Talmud Eruvin 63a, in, e.g., Talmud Bavli, elucidated by Yisroel Reisman and Michoel Weiner, edited by Hersh Goldwurm (Brooklyn: Mesorah Publications, 1991), volume 8, page 63a; see also Sifra Shemini Mekhilta deMiluim 99:5:6, in, e.g., Sifra: An Analytical Translation, translated by Jacob Neusner, volume 2, page 135.
77. ↑  Sifra Shemini Mekhilta deMiluim 99:3:4, in, e.g., Sifra: An Analytical Translation, translated by Jacob Neusner, volume 2, page 130; see also Babylonian Talmud Sanhedrin 52a, in, e.g., Talmud Bavli, elucidated by Michoel Weiner and Asher Dicker, edited by Yisroel Simcha Schorr and Chaim Malinowitz, volume 48, page 52a; Levítico Rabbah 20:10, in, e.g., Midrash Rabbah: Levítico, translated by Harry Freedman and Maurice Simon, volume 4, pages 260–61.
78. ↑  Midrash Tanhuma Beha'aloscha 16, in, e.g., The Metsudah Midrash Tanchuma: Bamidbar 1, translated and annotated by Avrohom Davis, edited by Yaakov Y.H. Pupko (Monsey, New York: Eastern Book Press, 2006), volume 6 (Bamidbar volume 1); see also Levítico Rabbah 20:10, in, e.g., Midrash Rabbah: Levítico, translated by Harry Freedman and Maurice Simon, volume 4, pages 260–62.
79. ↑  Levítico Rabbah 10:5, in, e.g., Midrash Rabbah: Levítico, translated by Harry Freedman and Maurice Simon, volume 4, pages 126–29.
80. ↑  Babylonian Talmud Zevachim 115b, in, e.g., Talmud Bavli, elucidated by Israel Schneider, Yosef Widroff, Mendy Wachsman, Dovid Katz, Zev Meisels, and Feivel Wahl, edited by Yisroel Simcha Schorr and Chaim Malinowitz (Brooklyn: Mesorah Publications, 1996), volume 57, page 115b; see also Levítico Rabbah 12:2, in, e.g., Midrash Rabbah: Levítico, translated by Harry Freedman and Maurice Simon, volume 4, pages 155–56.
81. ↑  Midrash Tanhuma Shemini 1, in, e.g., The Metsudah Midrash Tanchuma, translated and annotated by Avrohom Davis, edited by Yaakov Y.H. Pupko (Monsey, New York: Eastern Book Press, 2006), volume 5 (Vayikra).
82. ↑  Sifra Shemini Mekhilta deMiluim 99:3:6, in, e.g., Sifra: An Analytical Translation, translated by Jacob Neusner, volume 2, page 131; see also Sifra Shemini Mekhilta deMiluim 99:5:9, in, e.g., Sifra: An Analytical Translation, translated by Jacob Neusner, volume 2, page 136.
83. ↑  Babylonian Talmud Sukkah 25a–b, in, e.g., Talmud Bavli: Tractate Succah, Volume 1, elucidated by Asher Dicker and Avrohom Neuberger, edited by Yisroel Simcha Schorr and Chaim Malinowitz (Brooklyn: Mesorah Publications, 1998), volume 15, page 25a–b.
84. ↑  Tosefta Berakhot 4:17, in, e.g., The Tosefta: Translated from the Hebrew, with a New Introduction, translated by Jacob Neusner, volume 1, page 26.
85. ↑  Babylonian Talmud Moed Katan 28b, in, e.g., Talmud Bavli, elucidated by Gedaliah Zlotowitz, Michoel Weiner, Noson Dovid Rabinowitch, and Yosef Widroff, edited by Yisroel Simcha Schorr and Chaim Malinowitz (Brooklyn: Mesorah Publications, 1999), volume 21, page 28b.
86. ↑  Levítico Rabbah 12:1, in, e.g., Midrash Rabbah: Levítico, translated by Harry Freedman and Maurice Simon, volume 4, pages 152, 155.
87. ↑  Babylonian Talmud Gittin 60a–b, in, e.g., Talmud Bavli, elucidated by Yitzchok Isbee and Mordechai Kuber, edited by Yisroel Simcha Schorr, volume 35, pages 60a3–b1.
88. ↑  Babylonian Talmud Yoma 76b–77a, in, e.g., Talmud Bavli, elucidated by Eliezer Herzka, Zev Meisels, Abba Zvi Naiman, Dovid Kamenetsky, and Mendy Wachsman, edited by Yisroel Simcha Schorr and Chaim Malinowitz (Brooklyn: Mesorah Publications, 1998), volume 14, pages 76b–77a.
89. ↑  Babylonian Talmud Taanit 26b, in, e.g., Talmud Bavli, elucidated by Mordechai Kuber and Michoel Weiner, edited by Hersh Goldwurm (Brooklyn: Mesorah Publications, 1991), volume 19, page 26b.
90. ↑  Babylonian Talmud Taanit 17b, in, e.g., Talmud Bavli, elucidated by Mordechai Kuber and Michoel Weiner, edited by Hersh Goldwurm, volume 19, pages 17b; Babylonian Talmud Sanhedrin 22b, in, e.g., Talmud Bavli, elucidated by Asher Dicker and Abba Zvi Naiman, edited by Hersh Goldwurm (Brooklyn: Mesorah Publications, 1993), volume 47, page 22b.
91. ↑  Babylonian Talmud Sanhedrin 22b, in, e.g., Talmud Bavli, elucidated by Asher Dicker and Abba Zvi Naiman, edited by Hersh Goldwurm, volume 47, page 22b.
92. ↑  Babylonian Talmud Yoma 87a, in, e.g., Talmud Bavli, elucidated by Eliezer Herzka, Zev Meisels, Abba Zvi Naiman, Dovid Kamenetsky, and Mendy Wachsman, edited by Yisroel Simcha Schorr and Chaim Malinowitz, volume 14, page 87a; see also Sifra Parashat Shemini, Pereq 1, 101:1:2, in, e.g., Sifra: An Analytical Translation, translated by Jacob Neusner, volume 2, page 144.
93. ↑  Babylonian Talmud Berakhot 61a, in, e.g., Talmud Bavli, elucidated by Yosef Widroff, Mendy Wachsman, Israel Schneider, and Zev Meisels, edited by Yisroel Simcha Schorr and Chaim Malinowitz (Brooklyn: Mesorah Publications, 1997), volume 2, page 61a; Babylonian Talmud Taanit 15b, in, e.g., Talmud Bavli, elucidated by Mordechai Kuber and Michoel Weiner, edited by Hersh Goldwurm, volume 19, page 15b.
94. ↑  Mishnah Menachot 5:6, in, e.g., The Mishnah: A New Translation, translated by Jacob Neusner (New Haven: Yale University Press, 1988), page 743; Babylonian Talmud Menachot 61a, in, e.g., Talmud Bavli, elucidated by Eliezer Herzka, Michoel Weiner, Avrohom Neuberger, Dovid Arye Kaufman, and Asher Septimus, edited by Yisroel Simcha Schorr and Chaim Malinowitz, volume 59, pages 61a2–3.
95. ↑  Babylonian Talmud Menachot 62a, in, e.g., Talmud Bavli, elucidated by Eliezer Herzka, Michoel Weiner, Avrohom Neuberger, Dovid Arye Kaufman, and Asher Septimus, edited by Yisroel Simcha Schorr and Chaim Malinowitz, volume 59, page 62a1.
96. ↑  Babylonian Talmud Kiddushin 30a, in, e.g., Talmud Bavli, elucidated by David Fohrman, Dovid Kamenetsky, and Hersh Goldwurm, edited by Hersh Goldwurm (Brooklyn: Mesorah Publications, 1992), volume 36, page 30a.
97. ↑  E.g., Michael Pitkowsky, "The Middle Verse of the Torah" and the response of Reuven Wolfeld there.
98. ↑  Sifra Shemini Pereq 102:1:1, in, e.g., Sifra: An Analytical Translation, translated by Jacob Neusner, volume 2, page 147.
99. ↑  Mishnah Pesachim 8:8. in, e.g., The Mishnah: A New Translation, translated by Jacob Neusner, page 246; Babylonian Talmud Pesachim 91b, in, e.g., Talmud Bavli, elucidated by Eliezer Herzka, Dovid Kamenetsky, Eli Shulman, Feivel Wahl, and Mendy Wachsman, edited by Yisroel Simcha Schorr and Chaim Malinowitz (Brooklyn: Mesorah Publications, 1998), volume 11, page 91b.
100. 1 2  Mishnah Horayot 3:5, in, e.g., The Mishnah: A New Translation, translated by Jacob Neusner, page 695; Babylonian Talmud Horayot 12b, in, e.g., Talmud Bavli, elucidated by Avrohom Neuberger, Eliezer Herzka, Michoel Weiner, and Nasanel Kasnett, edited by Yisroel Simcha Schorr (Brooklyn: Mesorah Publications, 2002), volume 54, page 12b.
101. ↑  Babylonian Talmud Moed Katan 14b, in, e.g., Talmud Bavli, elucidated by Gedaliah Zlotowitz, Michoel Weiner, Noson Dovid Rabinowitch, and Yosef Widroff, edited by Yisroel Simcha Schorr and Chaim Malinowitz, volume 21, page 14b.
102. ↑  See Mishnah Pesachim 8:8, in, e.g., The Mishnah: A New Translation, translated by Jacob Neusner, page 246; Babylonian Talmud Pesachim 91b, in, e.g., Talmud Bavli, elucidated by Eliezer Herzka, Dovid Kamenetsky, Eli Shulman, Feivel Wahl, and Mendy Wachsman, edited by Yisroel Simcha Schorr and Chaim Malinowitz, volume 11, page 91b.
103. ↑  Levítico Rabbah 13:1, in, e.g., Midrash Rabbah: Levítico, translated by Harry Freedman and Maurice Simon, volume 4, pages 162–64.
104. ↑  Babylonian Talmud Pesachim 82b, in, e.g., Talmud Bavli, elucidated by Eliezer Herzka, Dovid Kamenetsky, Eli Shulman, Feivel Wahl, and Mendy Wachsman, edited by Yisroel Simcha Schorr and Chaim Malinowitz, volume 11, page 82b; see also Babylonian Talmud Zevachim 101a, in, e.g., Talmud Bavli, elucidated by Israel Schneider, Yosef Widroff, Mendy Wachsman, Dovid Katz, Zev Meisels, and Feivel Wahl, edited by Yisroel Simcha Schorr and Chaim Malinowitz, volume 57, page 101a.
105. ↑  Babylonian Talmud Pesachim 23b, in, e.g., Talmud Bavli, elucidated by Abba Zvi Naiman, Eliezer Herzka, and Moshe Zev Einhorn, edited by Yisroel Simcha Schorr and Chaim Malinowitz, (Brooklyn: Mesorah Publications, 1997), volume 9, page 23b.
106. ↑  Babylonian Talmud Pesachim 83a, in, e.g., Talmud Bavli, elucidated by Eliezer Herzka, Dovid Kamenetsky, Eli Shulman, Feivel Wahl, and Mendy Wachsman, edited by Yisroel Simcha Schorr and Chaim Malinowitz, volume 11, page 83a.
107. ↑  Babylonian Talmud Yoma 5b, in, e.g., Talmud Bavli, elucidated by Abba Zvi Naiman, Michoel Weiner, Yosef Widroff, Moshe Zev Einhorn, Israel Schneider, and Zev Meisels, edited by Yisroel Simcha Schorr and Chaim Malinowitz, volume 13, page 5b; Babylonian Talmud Zevachim 101a, in, e.g., Talmud Bavli, elucidated by Israel Schneider, Yosef Widroff, Mendy Wachsman, Dovid Katz, Zev Meisels, and Feivel Wahl, edited by Yisroel Simcha Schorr and Chaim Malinowitz, volume 57, page 101a.
108. 1 2  Babylonian Talmud Zevachim 101a, in, e.g., Talmud Bavli, elucidated by Israel Schneider, Yosef Widroff, Mendy Wachsman, Dovid Katz, Zev Meisels, and Feivel Wahl, edited by Yisroel Simcha Schorr and Chaim Malinowitz, volume 57, page 101a.
109. ↑  Babylonian Talmud Zevachim 101a–b, in, e.g., Talmud Bavli, elucidated by Israel Schneider, Yosef Widroff, Mendy Wachsman, Dovid Katz, Zev Meisels, and Feivel Wahl, edited by Yisroel Simcha Schorr and Chaim Malinowitz, volume 57, page 101a–b.
110. ↑  Mishnah Chullin 1:1–12:5. in, e.g., The Mishnah: A New Translation, translated by Jacob Neusner, pages 765–87. Tosefta Shehitat Chullin 1:1–10:16, in, e.g., The Tosefta: Translated from the Hebrew, with a New Introduction, translated by Jacob Neusner, volume 2, pages 1371–405. Babylonian Talmud Chullin 2a–142a. in, e.g., Talmud Bavli. Edited by Yisroel Simcha Schorr and Chaim Malinowitz, volumes 61–64. Brooklyn: Mesorah Publications, 1995–2003.
111. ↑  Numbers Rabbah 2:1, in, e.g., Midrash Rabbah: Numbers, translated by Judah J. Slotki, volume 5, page 22.
112. ↑  Levítico Rabbah 2:10, in, e.g., Midrash Rabbah: Levítico, translated by Harry Freedman and Maurice Simon, volume 4, pages 29–30.
113. ↑  Babylonian Talmud Zevachim 116a, in, e.g., Talmud Bavli, elucidated by Israel Schneider, Yosef Widroff, Mendy Wachsman, Dovid Katz, Zev Meisels, and Feivel Wahl, edited by Yisroel Simcha Schorr and Chaim Malinowitz, volume 57, page 116a.
114. ↑  Levítico Rabbah 13:2, in, e.g., Midrash Rabbah: Levítico, translated by Harry Freedman and Maurice Simon, volume 4, pages 164–66.
115. ↑  Levítico Rabbah 13:3, in, e.g., Midrash Rabbah: Levítico, translated by Harry Freedman and Maurice Simon, volume 4, page 166.
116. ↑  Sifra Aharei Mot pereq 13, 194:2:11, in, e.g., Sifra: An Analytical Translation, translated by Jacob Neusner (Atlanta: Scholars Press, 1988), volume 3, page 79.
117. ↑  Sifra Kedoshim, Pereq 9, 207:2:13, in, e.g., Sifra: An Analytical Translation, translated by Jacob Neusner, volume 3, page 137.
118. ↑  Levítico Rabbah 13:3, in, e.g., Midrash Rabbah: Levítico, translated by Harry Freedman and Maurice Simon, volume 4, pages 166–68.
119. ↑  Babylonian Talmud Pesachim 25a–b. in, e.g., Koren Talmud Bavli: Pesaḥim. Commentary by Adin Even-Israel (Steinsaltz), volume 6, pages 127–28. Jerusalem: Koren Publishers, 2013.
120. ↑  Levítico Rabbah 22:10, in, e.g., Midrash Rabbah: Levítico, translated by Harry Freedman and Maurice Simon, volume 4, pages 288–89.
121. ↑  Sifra Shemini Parashah 2, 103:1:2, in, e.g., Sifra: An Analytical Translation. Translated by Jacob Neusner, volume 2, page 151.
122. ↑  Mishnah Chullin 3:6, in, e.g., The Mishnah: A New Translation, translated by Jacob Neusner, page 772; Babylonian Talmud Chullin 59a, in, e.g., Talmud Bavli, elucidated by Eli Baruch Shulman and Eliezer Herzka, edited by Yisroel Simcha Schorr and Chaim Malinowitz, volume 62, page 59a1–2. Brooklyn: Mesorah Publications, 2004.
123. ↑  Mishnah Chullin 3:7, in, e.g., The Mishnah: A New Translation, translated by Jacob Neusner, page 772; Babylonian Talmud Chullin 59a, in, e.g., Talmud Bavli, elucidated by Eli Baruch Shulman and Eliezer Herzka, edited by Yisroel Simcha Schorr and Chaim Malinowitz, volume 62, page 59a2–3.
124. ↑  Tosefta Shehitat Chullin 3(4):20, in, e.g., The Tosefta: Translated from the Hebrew, with a New Introduction, translated by Jacob Neusner, volume 2, page 1385.
125. ↑  Mishnah Sheviit 7:4, in, e.g., The Mishnah: A New Translation, translated by Jacob Neusner, page 84.
126. ↑  Babylonian Talmud Chullin 98a, in, e.g., Talmud Bavli, elucidated by Eliezer Herzka and Mendy Wachsman, edited by Yisroel Simcha Schorr and Chaim Malinowitz, volume 63, pages 98a2–3. Brooklyn: Mesorah Publications, 2003.
127. ↑  Mishnah Avodah Zarah 5:2. in, e.g., The Mishnah: A New Translation, translated by Jacob Neusner, page 670. Babylonian Talmud Avodah Zarah 65b. in, e.g., Talmud Bavli, elucidated by Israel Schneider, Moshe Zev Einhorn, and Mendy Wachsman, edited by Yisroel Simcha Schorr and Chaim Malinowitz, volume 53, page 65b2. Brooklyn: Mesorah Publications, 2002.
128. ↑  Levítico Rabbah 13:5, in, e.g., Midrash Rabbah: Levítico, translated by Harry Freedman and Maurice Simon, volume 4, pages 168, 174.
129. ↑  Mishnah Bikkurim 2:7. in, e.g., The Mishnah: A New Translation, translated by Jacob Neusner, page 171.
130. ↑  Babylonian Talmud Niddah 9a, in, e.g., Talmud Bavli: Tractate Niddah: Volume 1, elucidated by Hillel Danziger, Moshe Zev Einhorn, and Michoel Weiner, edited by Yisroel Simcha Schorr and Chaim Malinowitz, (Brooklyn: Mesorah Publications, 1996), volume 71, page 9a3.
131. ↑  Mishnah Sotah 5:2. in, e.g., The Mishnah: A New Translation, translated by Jacob Neusner, page 455. Babylonian Talmud Sotah 27b. in, e.g., Talmud Bavli, elucidated by Eliezer Herzka, Moshe Zev Einhorn, Michoel Weiner, Dovid Kamenetsky, and Reuvein Dowek, edited by Yisroel Simcha Schorr and Chaim Malinowitz, volume 33b, pages 27b2–3. Brooklyn: Mesorah Publications, 2000.
132. ↑  Mishnah Sheviit 5:9. in, e.g., The Mishnah: A New Translation, translated by Jacob Neusner, page 81.
133. ↑  Babylonian Talmud Yoma 39a, in, e.g., Talmud Bavli, elucidated by Abba Zvi Naiman, Michoel Weiner, Yosef Widroff, Moshe Zev Einhorn, Israel Schneider, and Zev Meisels, edited by Yisroel Simcha Schorr and Chaim Malinowitz, volume 13, page 39a1.
134. ↑  Babylonian Talmud Berakhot 53b, in, e.g., Talmud Bavli, elucidated by Yosef Widroff, Mendy Wachsman, Israel Schneider, and Zev Meisels, edited by Yisroel Simcha Schorr and Chaim Malinowitz, volume 2, page 53b5.
135. ↑  Babylonian Talmud Yevamot 20b, in, e.g., Talmud Bavli, elucidated by Eliezer Herzka, Michoel Weiner, and Hillel Danziger, edited by Yisroel Simcha Schorr and Chaim Malinowitz (Brooklyn: Mesorah Publications, 1999), volume 23, page 20b3.
136. ↑  Abraham ibn Ezra. Commentary on the Torah. Mid-12th century, in, e.g., Ibn Ezra's Commentary on the Pentateuch: Levítico (Va-yikra), translated and annotated by H. Norman Strickman and Arthur M. Silver, volume 3, page 58. New York: Menorah Publishing Company, 2004.
137. ↑  Sefer HaHinnuch: The Book of [Mitzvah] Education, translated by Charles Wengrov, volume 2, pages 131–99. Jerusalem: Feldheim Publishers, 1984.
138. 1 2  10:6.
139. ↑  10:7.
140. ↑  10:9.
141. ↑  11:2.
142. ↑  11:4.
143. ↑  11:9.
144. ↑  11:11.
145. ↑  11:13.
146. ↑  11:21.
147. ↑  11:29.
148. ↑  11:34.
149. ↑  11:39.
150. ↑  11:41.
151. ↑  11:42.
152. ↑  11:43.
153. ↑  11:44.

- Datos: Q1586449